# Mauer und Türme des Moskauer Kremls

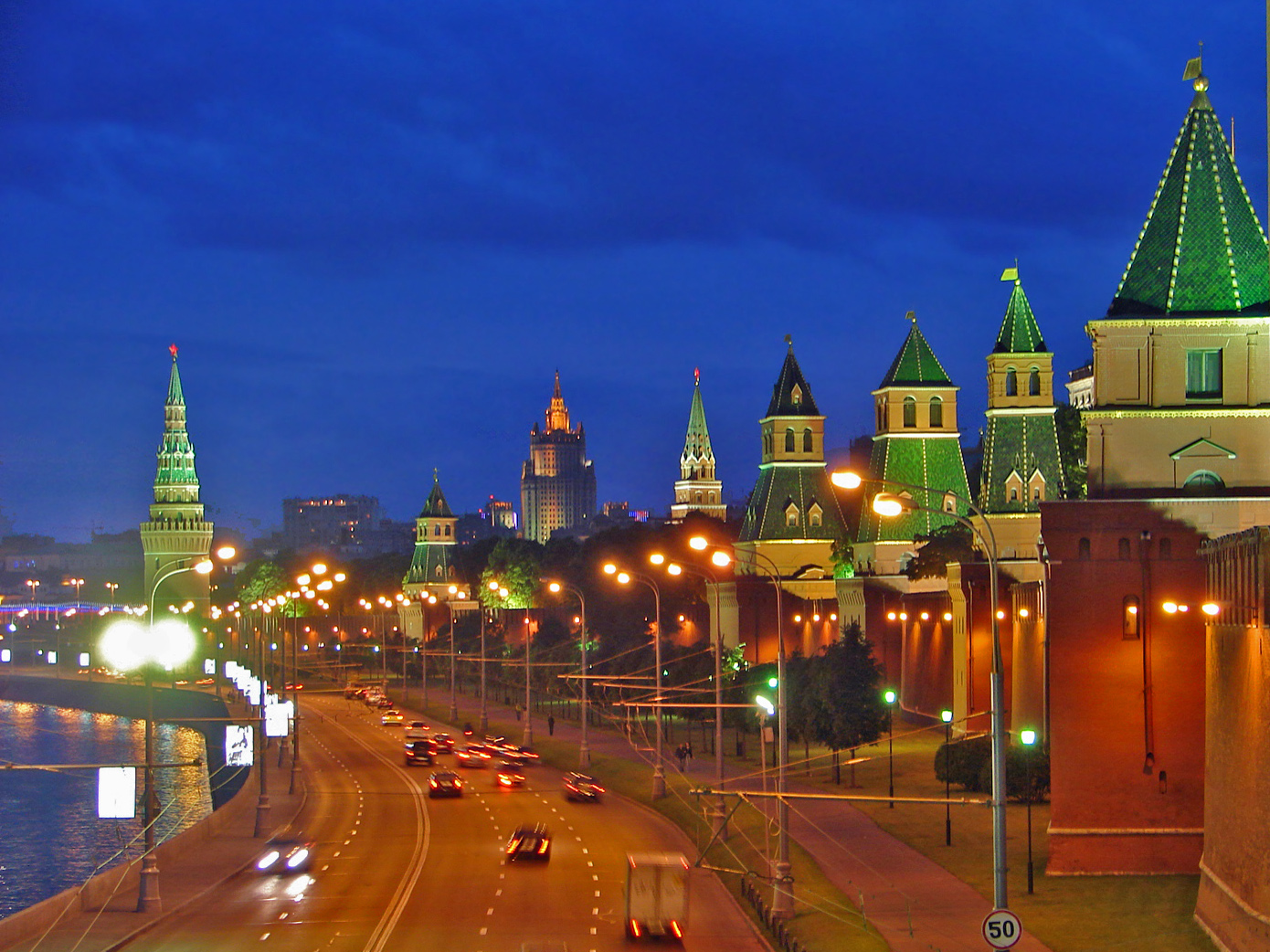
Südlicher Kremlmauer-Abschnitt an der Moskwa

Die Mauer und die Türme des Moskauer Kremls gehören zu den ältesten erhaltenen Bauwerken in Moskau. Ursprünglich waren sie als Befestigungsanlage errichtet, um den Kern der Stadt vor Angriffen zu schützen. Der heutige Komplex dieser Stadtbefestigung wurde größtenteils im späten 15. Jahrhundert von italienischen Architekten erbaut. Erhalten sind heute eine durchgehende Stadtmauer, 20 Wachtürme und eine ehemals hochklappbare Zugangsbrücke zu einem der Türme.

## Allgemeine Beschreibung
Die heutige Mauer mit ihren Türmen stellt den Kern der einstigen Befestigungsanlage dar, welche noch bis ins 19. Jahrhundert hinein zusätzlich aus einem künstlichen Wassergraben, zwei natürlichen Flüssen (die südlich des Kremls fließende Moskwa und die inzwischen nur noch unterirdische Neglinnaja am Westabschnitt der Mauer) und mehreren Klappbrücken über den Graben und die Neglinnaja bestand. Der Kreml bildete damals somit eine künstliche Insel und galt als schwer einnehmbar. In seiner Form diente der Moskauer Kreml einer Reihe weiterer Zitadellen in altrussischen Städten als architektonisches Vorbild. Einige dieser Kremls sind bis heute gut erhalten (siehe etwa Tulaer Kreml, Nischni Nowgoroder Kreml u. a.).
Unmittelbar in die Mauer sind 19 Türme eingebaut, von denen wiederum 18 gleichzeitig mit der heutigen Mauer, in den Jahren 1485 bis 1499, errichtet wurden. Der rein dekorative Zarenturm kam erst 1680 hinzu, und der 20. Turm aus dem Ensemble – der Kutafja-Turm – stellt den einzigen erhaltenen Turm außerhalb der Mauer dar. Er ist mit dem in gleicher Höhe stehenden Dreifaltigkeitsturm durch eine Brücke verbunden, die ehemals über die Neglinnaja führte, und diente als Vorbrückenturm dem zusätzlichen Schutz dieses Kremleingangs. Die Mauer und alle ihre Türme wurden aus Backstein errichtet, was ihnen (mit Ausnahme des weiß gestrichenen Kutafja-Turms) bis heute ihre dunkelrote Färbung verleiht.
Vier von den 19 in die Mauer eingebauten Türmen verfügen im 21. Jahrhundert über Durchgangs- bzw. Durchfahrtstore in den Kreml. Für Touristen sind nur zwei von ihnen – das Tor des Dreifaltigkeits- und das des Borowizki-Turms – geöffnet, die übrigen zwei dienen ausschließlich als Personaleingang und -ausgang. Weder die Mauer noch ihre Türme können bestiegen werden, auch wenn ihre Öffnung für Touristen mehrmals von Archäologen und Stadthistorikern angeregt wurde.

## Geschichte
→ Siehe auch: Geschichte des Moskauer Kremls
Die genaue Entstehungszeit der ersten Festung auf dem Borowizki-Hügel, auf dem sich der heutige Moskauer Kreml erhebt, ist nicht bekannt. Die erste urkundliche Erwähnung einer solchen Zitadelle stammt aus dem Jahr 1156, weswegen dieses Jahr vielfach als Gründungsdatum des Kremls an der Moskwa angenommen wird. Die Bauwerke jener Zeit, von denen heute nichts mehr erhalten ist, waren aus Holz errichtet, so auch die erste Umfriedung, die spätestens 1179 beim Angriff eines verfeindeten Rjasaner Fürsten den Flammen zum Opfer fiel.
1339 bis 1340 ließ der Moskauer Großfürst Iwan Kalita eine neue hölzerne Festung errichten, die vermutlich erstmals eine dem heutigen Kreml schwach ähnelnde Gestalt annahm. Die Begrenzungsmauer und die in sie eingebauten Wachtürme wurden, wie auch die repräsentativsten Bauten innerhalb der Festung, aus Eichenholz hergestellt. Spätestens seit jener Zeit begann sich für den Moskauer Stadtkern auch die altrussische Bezeichnung Kreml durchzusetzen.

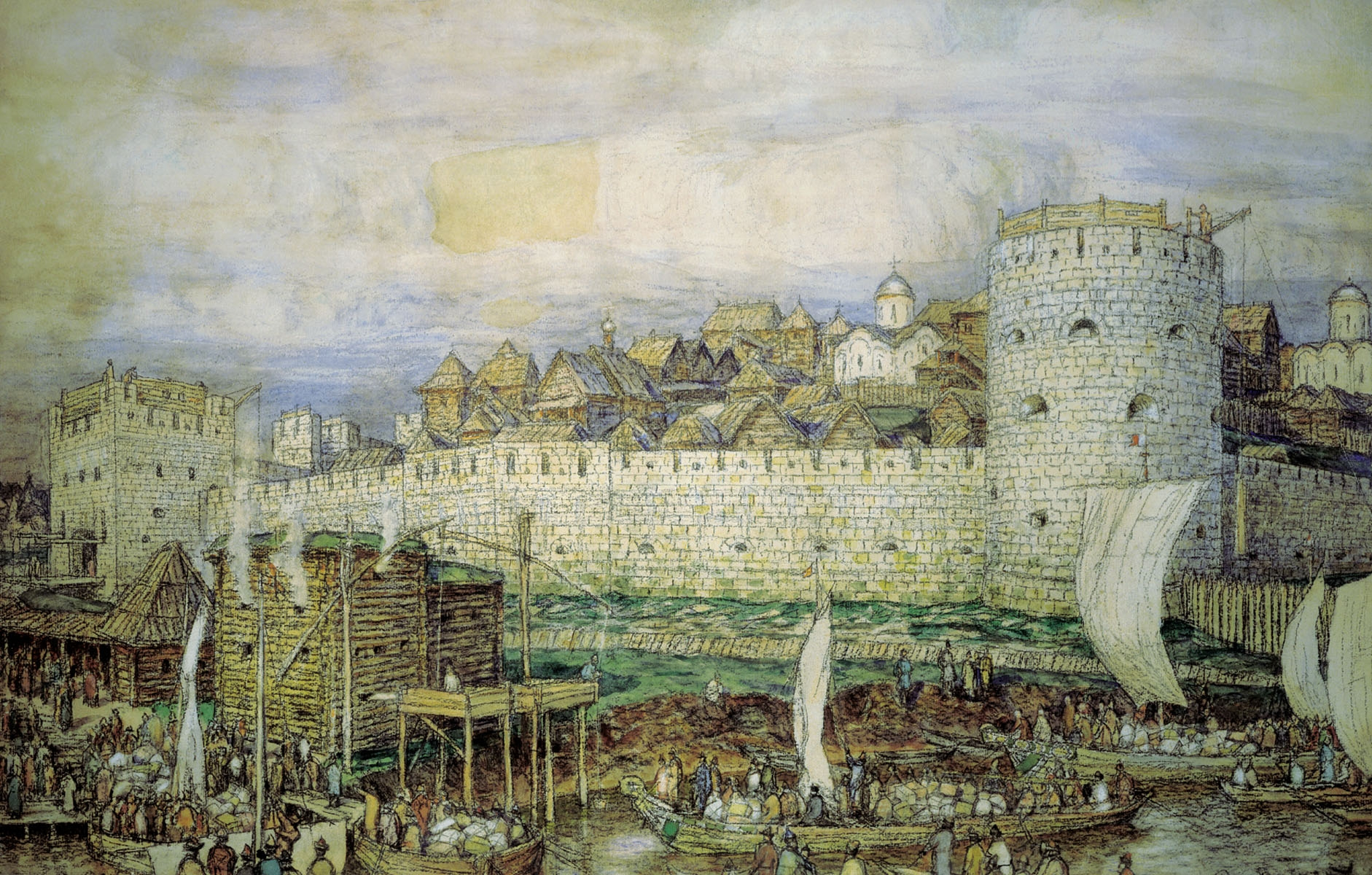
Aus weißem Stein erbauter Moskauer Kreml im späten 14. Jahrhundert; Aquarell (1922) von Apollinari Wasnezow

Ein Vierteljahrhundert später entstand unter Großfürst Dmitri Donskoi an der Stelle des zuvor abgebrannten Holzkremls erstmals eine durchgehend aus Stein – in diesem Fall weißem Kalkstein aus näherer Umgebung Moskaus – erbaute Zitadelle. Ihre Mauern erreichten dabei nahezu die gleiche Länge wie die heutigen und erhielten insgesamt fünf Wachtürme. Dieser erste steinerne Kreml konnte gut ein Jahrhundert lang erhalten werden und dabei mehrere Angriffe auf Moskau erfolgreich abwehren.
Schließlich ließ Großfürst Iwan III. die Festungsanlagen aus dem Jahr 1367 durch die bis heute stehende Mauer mit 19 Wachtürmen ersetzen. Für den Bau des neuen Kremls lud er mehrere italienische Architekten nach Moskau ein, unter ihnen Aloisio da Milano, Marco Ruffo und Pietro Antonio Solari, aus deren Entwürfen große Teile der heutigen Befestigungsanlagen stammen. Die Errichtung dauerte im Wesentlichen von 1485 bis 1499, wobei als erstes der Mauerabschnitt am Moskwa-Fluss fertiggestellt wurde, da der Kreml von der Südseite her als am meisten angriffsgefährdet angesehen wurde. An einzelnen Elementen der Stadtbefestigung, so dem künstlichen Wassergraben entlang dem heutigen Roten Platz, wurde noch bis nach 1510 gearbeitet.
Die unter Iwan III. im Wesentlichen auf Fundamenten aus der Zeit Dmitri Donskois errichtete Mauer behielt ihre damalige Gestalt bis heute weitestgehend bei. Die Türme hatten anfangs eine rein verteidigungstechnische Funktion; obendrauf wurden sie von mit Holzzelten überdachten Plattformen abgeschlossen, an denen im Angriffsfall Soldaten, Geschütze und Munition positioniert werden konnten. Außerdem erhielten sie an ihrer Dachkonstruktion zusätzlich noch kleinere Glockentürmchen, aus denen im Alarmfall geläutet wurde.
Vom 16. bis ins 20. Jahrhundert hinein erfuhren die Kremltürme mehrere Um- und Ausbauten, von denen der wichtigste im späten 17. Jahrhundert vorgenommen wurde. Damals erhielten alle Mauertürme statt der alten Holzdächer ihre eher dekorativen Zwecken dienenden Zeltdächer mit meist schlanken Turmspitzen. Letztere wurden mit dekorativen Windfahnen geschmückt, die vier heutigen Durchfahrtstürme erhielten an ihren Spitzen stattdessen das Zarentum symbolisierende Doppeladler, die wiederum in den 1930er-Jahren rubinroten Sowjetsternen weichen mussten. Ebenfalls Ende des 17. Jahrhunderts wurde zwischen dem Erlöserturm und dem Sturmgeläutturm der kleine Zarenturm aufgestellt, als einziger nicht aus dem 15. Jahrhundert stammender Bestandteil des Befestigungskomplexes.

## Die Mauer

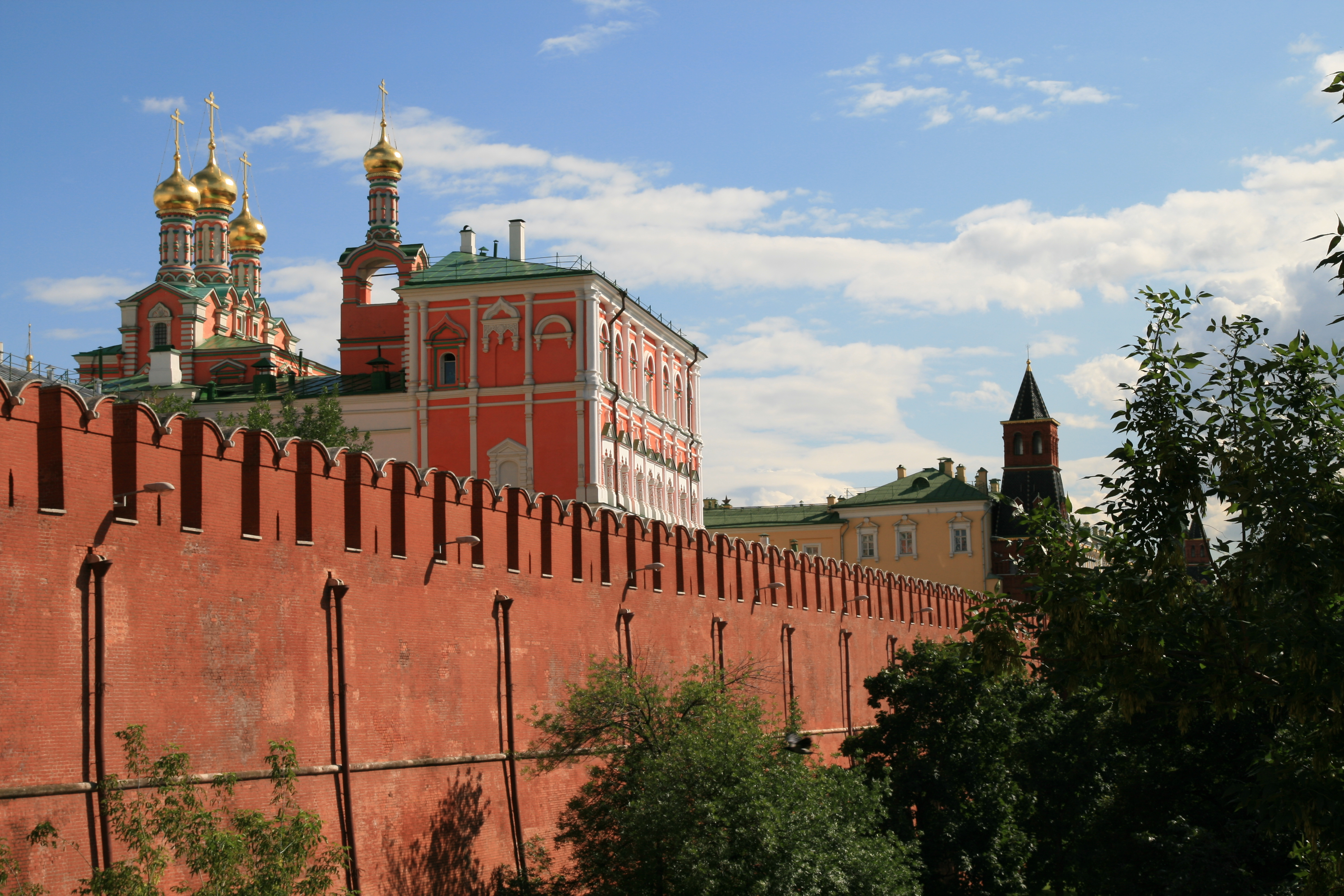
Kremlmauer im Bereich des Lustpalastes

Die heutige Kremlmauer, die ein annähernd dreiecksförmiges, 27,5 Hektar großes Areal der Festung umschließt, ist 2235 Meter lang. Abhängig von den jeweiligen topographischen Verhältnissen variiert ihre Höhe an verschiedenen Stellen von 5 bis 19 Meter. Die Dicke der Mauer ist ebenfalls nicht einheitlich und liegt im Bereich von 3,5 bis 6,5 Meter.
Charakteristisch für die Mauer des Moskauer Kremls auf ihrem gesamten Verlauf sind die insgesamt über 1000 Schwalbenschwanzzinnen, die ursprünglich zum Positionieren von Artilleriegeschützen gedacht waren. Sie sind jeweils zwischen 2 und 2,5 Meter hoch und verdecken die entlang der gesamten Mauer auf ihr verlaufende offene Galerie. Je nach der jeweiligen Mauerdicke weist diese Galerie eine Breite von 2 bis 4,5 Meter auf. Zur Kremlseite hin weist die gesamte Mauer unterhalb der Galerie bogenförmige Vertiefungen zur Stützung der Galerie auf, die stellenweise einer Arkadenreihe ähneln.

## Die Türme

### Überblick
Die meisten der zwanzig in die Mauer eingebauten Türme sind in ihrer Architektur mehr oder weniger individuell gestaltet und weisen unterschiedliche Ausmaße auf. Die drei Ecktürme haben eine zylinderförmige Basis, die restlichen 17 sind viereckig. Der höchste Turm ist mit knapp 80 Metern der Dreifaltigkeitsturm, der niedrigste mit 13,5 Metern der außerhalb der Mauer gelegene Kutafja-Turm. Vier Türme – der Borowizki-, der Dreifaltigkeits-, der Nikolaus- und der Erlöserturm – verfügen über Durchgangstore. Die Spitzen dieser vier als besonders repräsentativ geltenden Türme sind mit symbolischen, von innen beleuchteten Sowjetsternen aus rotem Rubinglas ausgeschmückt, die in den 1930er-Jahren an dieser Stelle die vergoldeten Doppeladler als von den Sowjets unerwünschtes Staatssymbol des zaristischen Russlands abgelöst haben. Ein solcher Stern wurde dabei zusätzlich an der Spitze des nicht über ein Durchgangstor verfügenden, jedoch weithin sichtbaren Wasserzugturms aufgesetzt.
Alle Türme wurden bei ihrem Bau etwa in Schussweite voneinander aufgestellt, damit im Angriffsfall ein eventuell vom Feind eingenommener Turm von seinen Nachbartürmen aus verteidigt werden konnte. An einigen Türmen, die heute und/oder ehemals Durchfahrtstore hatten, lassen sich bis heute spezielle Öffnungen erkennen, durch die einst Seile für die Klappbrücken von deren Zugmechanismen aus gespannt wurden.
Die Beschreibung aller 20 Kremltürme im Einzelnen erfolgt nun im Uhrzeigersinn, beginnend mit dem südwestlichsten Punkt des Kremls, wo der Wasserzugturm steht.

### Wasserzugturm

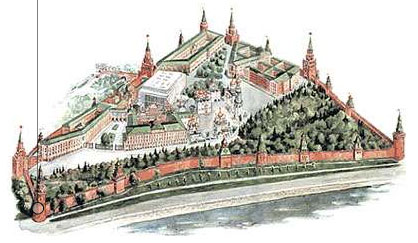

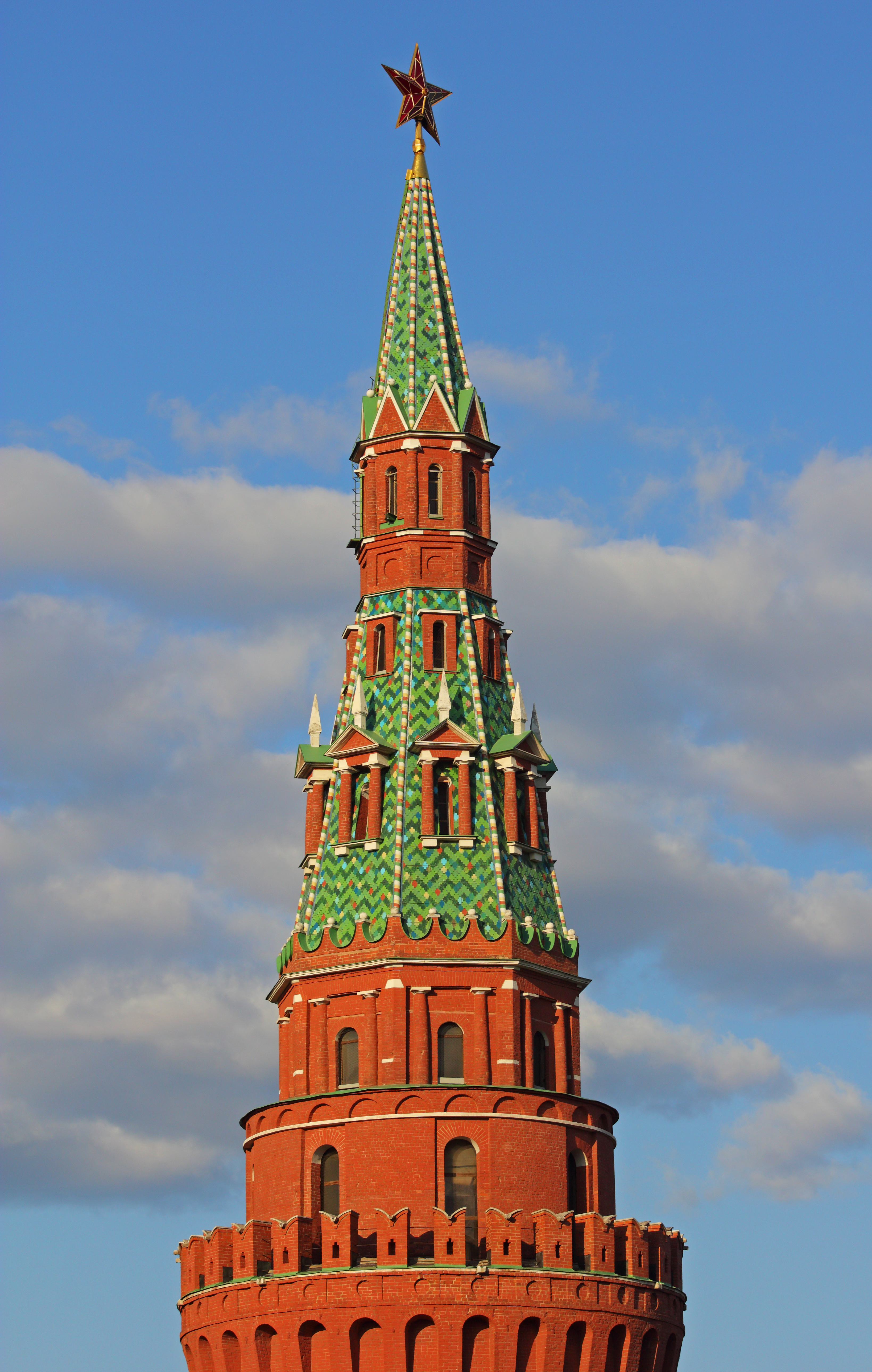
Wasserzugturm

Der Wasser(zug)turm (russisch Водовзводная башня) weist als einer der drei Ecktürme des Kremls eine zylinderförmige Basis auf, die im Wesentlichen den Originalturm aus dem 15. Jahrhundert bildete. Während der Umbauten des 17. Jahrhunderts erhielt der Wasserzugturm obendrauf seine Spitze, die äußerlich in groben Zügen einem schlanken Kegel ähnelt. Gekrönt wird die Spitze von einem roten Sowjetstern aus Rubinglas. Die Höhe des Turms beträgt bis zum Stern 57,7 Meter und einschließlich dessen 61,3 Meter.
Erbaut wurde der Turm 1488 und damit als einer der ersten im Befestigungskomplex des Kremls. Sein Architekt war Antonio Gilardi, der in Russland meist nur Anton Frjasin (wörtlich „Anton der Ausländer“) genannt wurde. Ursprünglich hieß der Turm Swiblow-Turm (Свиблова башня) nach dem in seiner Nähe einst gelegenen Hof des Bojaren Fjodor Swibl. Der Name Wasserzugturm stammt aus dem Jahr 1633, als im Turminneren eine neuartige Wasserpumpanlage errichtet wurde, welche über die erste Moskauer Wasserleitung den Kreml mit Trinkwasser aus der Moskwa versorgte. Autor dieser damals als Wunder der Technik geltenden Pumpmaschine war der Engländer Christopher Galloway, der auch die erste Uhr am Erlöserturm erschaffen hatte.

1805 wurde der inzwischen baufällig gewordene Turm abgetragen und originalgetreu neu errichtet, jedoch wurde er nur sieben Jahre später während der Moskauer Besatzung durch Napoléon Bonaparte von den Franzosen gesprengt. 1819 wurde der Turm erneut wiederhergestellt und nahm dabei weitgehend die heutige Gestalt an. Der Sowjetstern von etwa 3,5 Meter Durchmesser an der Turmspitze stammt aus dem Jahr 1937, als ähnliche Sterne auf Anordnung der sowjetischen Staatsmacht auf fünf Kremltürmen aufgesetzt wurden.

### Borowizki-Turm

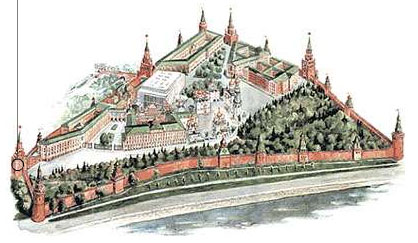

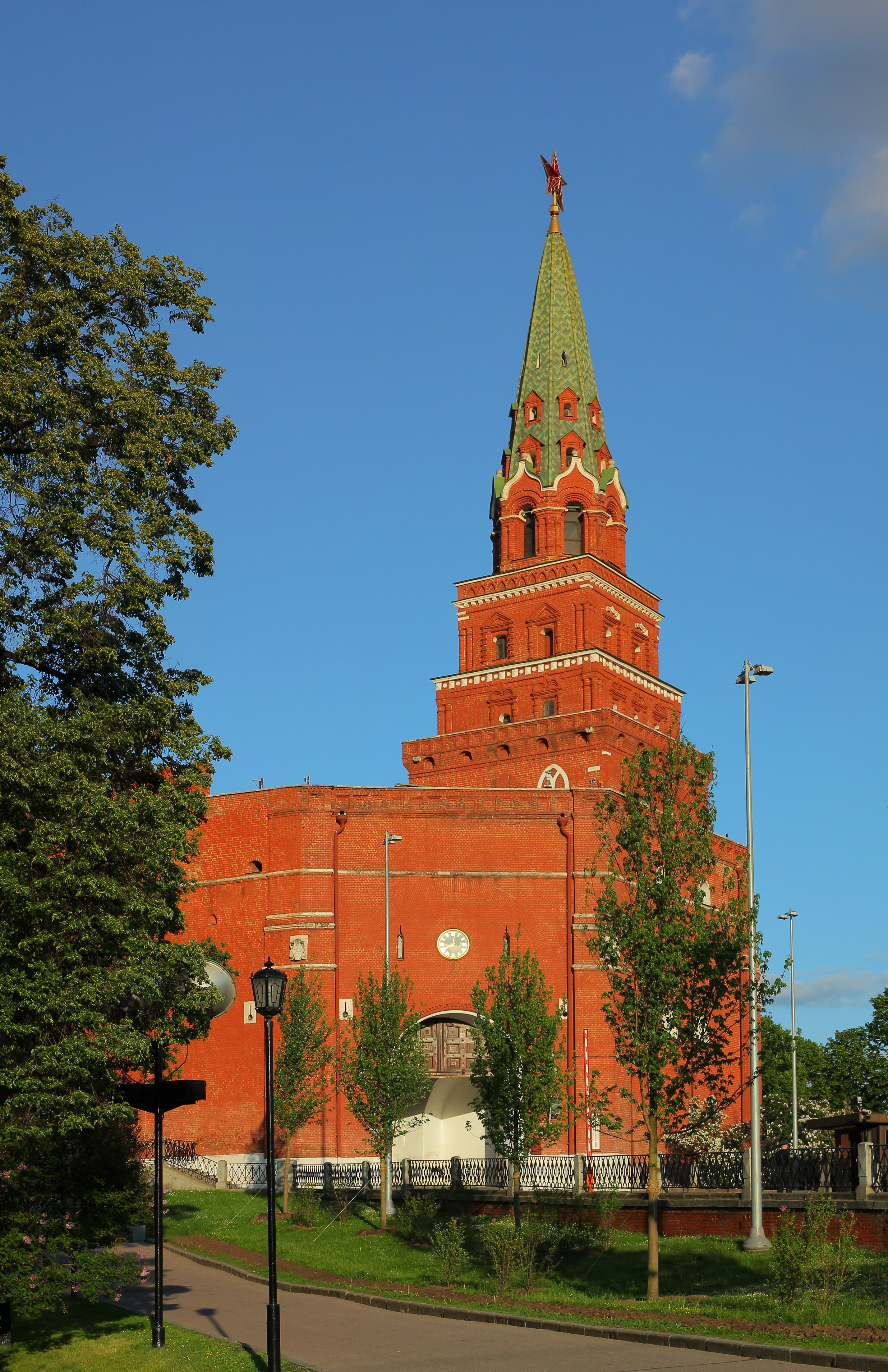
Borowizki-Turm

Als einer der vier heute über ein Durchfahrtstor verfügenden Kremltürme ist der Borowizki-Turm (Боровицкая башня) ebenfalls mit einem roten Stern geschmückt. Bis zu diesem Stern ist der Turm 50,7 Meter hoch, bis zur Spitze des Sterns 54 Meter. Das Durchgangstor in der Turmbasis, in dessen unmittelbarer Nähe sich der Eingang der Rüstkammer befindet, dient heute als einer der beiden Besuchereingänge in den Kreml. Zudem dient es als Durchfahrt in den und aus dem Kreml für den russischen Präsidenten und Mitglieder seiner Verwaltung.
Der Turm, genauer gesagt seine Basis, wurde im Jahre 1490 von Pietro Antonio Solari erbaut und nach dem Borowizki-Hügel benannt, jener natürlichen Erhebung, auf der der Kreml steht. Dessen Bezeichnung könnte wiederum vom altrussischen Wort bor für (Nadel-)Wald abstammen. In den 1680er-Jahren erhielt der Borowizki-Turm durch Anbauten oberhalb der Basis seine heutige Höhe und Gestalt. Im 18. und 19. Jahrhundert befanden sich auf der Kremlseite nahe dem Borowizki-Turm mehrere Wirtschaftsbauten, weswegen auch das Tor des Turms vorrangig als Wirtschaftseingang diente. Bis Anfang des 19. Jahrhunderts führte von außen eine hochklappbare Brücke über den Fluss Neglinnaja zum Borowizki-Tor. Nachdem dessen Flussbett bis 1823 unterirdisch verlegt wurde und entlang der westlichen Kremlmauer stattdessen der Alexandergarten entstand, wurde die Brücke abgetragen und durch eine bis heute bestehende Zufahrtsrampe zum Tor ersetzt.

Von seiner Architektur her gilt der Borowizki-Turm als einer der ungewöhnlichsten unter den 20 Kremltürmen: Nach dem Umbau der 1680er-Jahre besteht er aus einer breiten Basis, in die das Tor eingemeißelt ist und auf die, etwas seitenversetzt, stufenartig drei ungleich große, mit jeder Ebene kleiner werdende Quader folgen. Abgeschlossen wird diese vierstufige Konstruktion durch die Turmspitze, die aus einem dekorativen Glockentürmchen und dem darauf folgenden achtkantigen Zeltdach besteht. Da der Verlauf der Kremlmauer am Borowizki-Turm einen leichten Knick macht, wurde beim Umbau des Turms in den 1680er-Jahren die für Artillerieschützen bestimmte Plattform an der Nordseite statt wie sonst üblich an der Hauptfassade eingerichtet, was dem Turm auch seine ein wenig unsymmetrisch wirkende Struktur verleiht.

### Rüstkammerturm

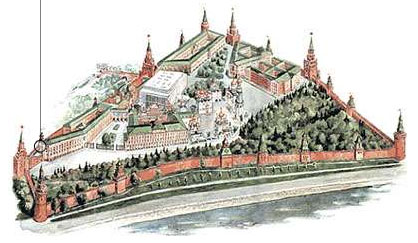

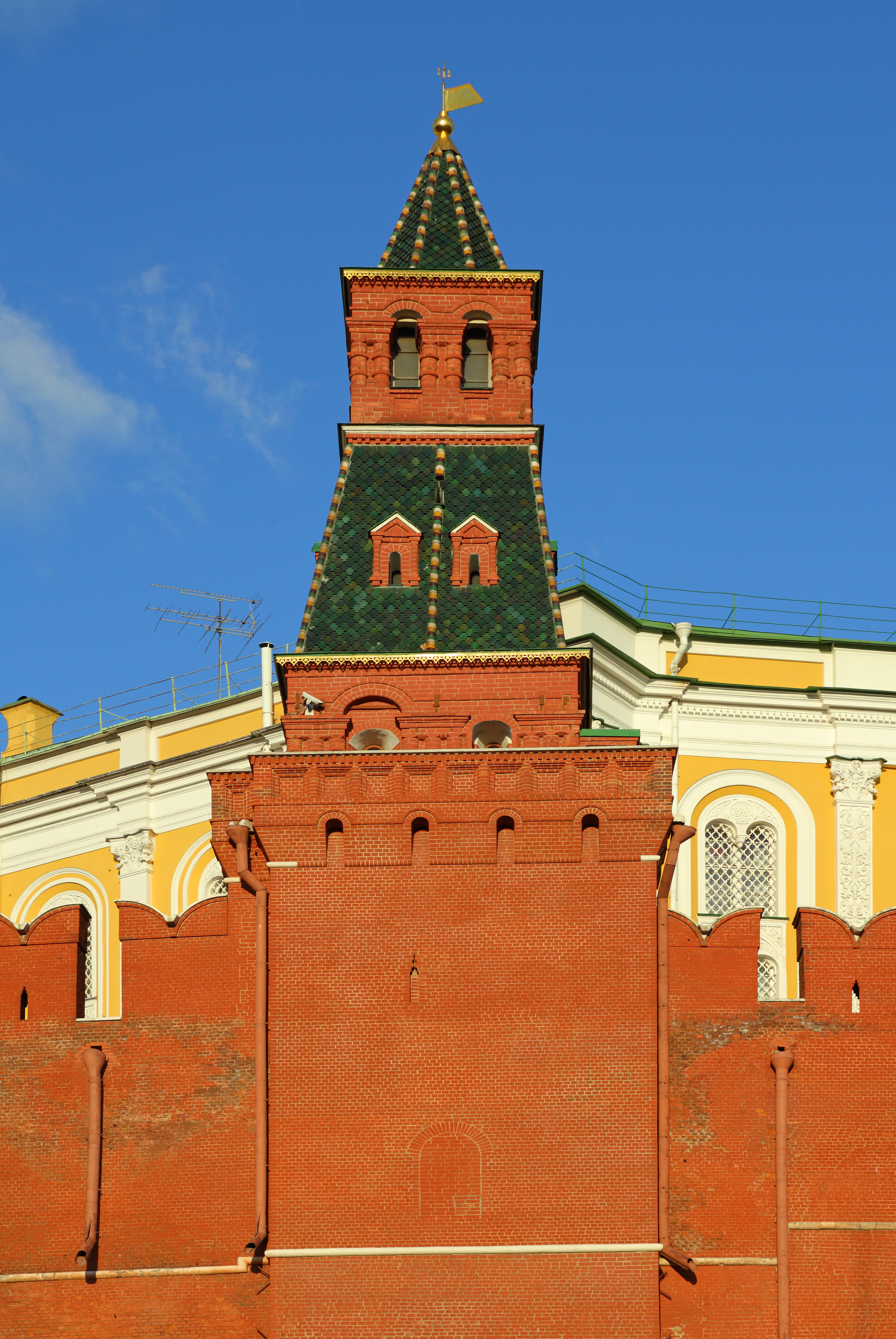
Rüstkammerturm

Der mit 32,7 Metern Höhe vergleichsweise kleine Rüstkammerturm (Оружейная башня) verdankt seinen Namen dem auf der Kremlseite der Mauer in Höhe dieses Turms gelegenen Gebäude der Staatlichen Rüstkammer. Seine Architektur ist simpel und erinnert vom Aufbau her an mehrere andere kleine Kremltürme: Auf ein rechteckiges Basisteil folgt eine vierkantige, mit dunkelgrünen Dachziegeln verkleidete und mit dekorativen Schnitzaussparungen versehene Zeltdachkonstruktion von der Form eines kleinen Glockenturms, die von einer achtkantigen Spitze mit Wetterfahne abgeschlossen wird.

Erbaut wurde der Turm in den Jahren 1493–1495 vom Mailänder Baumeister Aloisio da Milano (sein genauer Name ist nicht mit Sicherheit bekannt, möglicherweise hieß er Aloisio da Carezano, im damaligen Russland nannte man ihn schlichtweg Alewis Frjasin bzw. „Alewis der Ausländer“). Die heutige Gestalt einschließlich des Zeltdachs nahm der Rüstkammerturm beim Umbau in den Jahren 1676–1686. Ursprünglich befand sich in Höhe des Turms ein Pferdestall, zu dem ein Durchgangstor im Turm führte, deswegen lautete der ursprüngliche Name des Turms Pferdestallturm (Конюшенная башня). Im 19. Jahrhundert wurde das nicht mehr benötigte Tor zugemauert, und der Turm erhielt mit dem Bau des Rüstkammergebäudes seinen heutigen Namen.

### Kommandantenturm

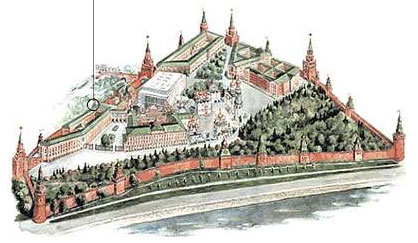
Lage des Turms

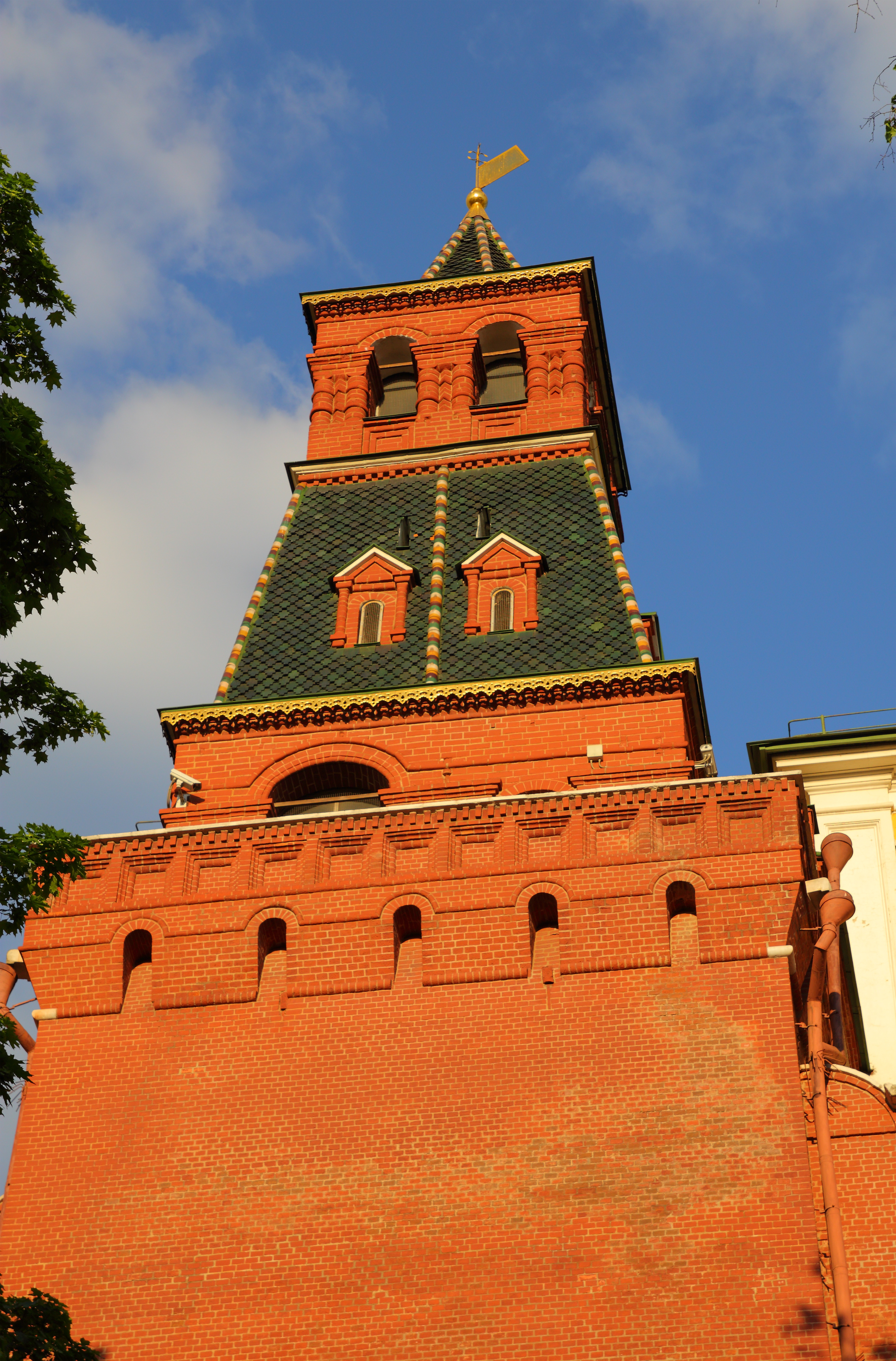
Kommandantenturm

Auch der Kommandantenturm (Комендантская башня) wurde vom Mailänder Aloisio erschaffen, weswegen es nicht überrascht, dass der Turm dem benachbarten Rüstkammerturm sehr ähnlich aussieht. Er wurde ebenfalls 1493–1495 errichtet und ist einschließlich der Spitze 41,3 Meter hoch. Aufgestockt wurde er zeitgleich mit dem Rüstkammerturm bis 1686. Anders als letzterer besaß der Kommandantenturm jedoch nie ein Durchgangstor.

Die heutige Bezeichnung stammt aus dem Jahr 1851, als der in unmittelbarer Nähe des Turms stehende Lustpalast von der Kommandantur des Kremls bezogen wurde. Zuvor war für den Turm der Name Pferdekutschenturm (Колымажная башня) bekannt, da sich in seiner Nähe der sogenannte Kutschenhof zur Aufbewahrung von dem Zaren und seiner Gefolgschaft gehörenden Equipagen befand.

### Dreifaltigkeitsturm

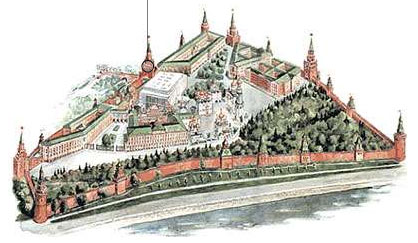

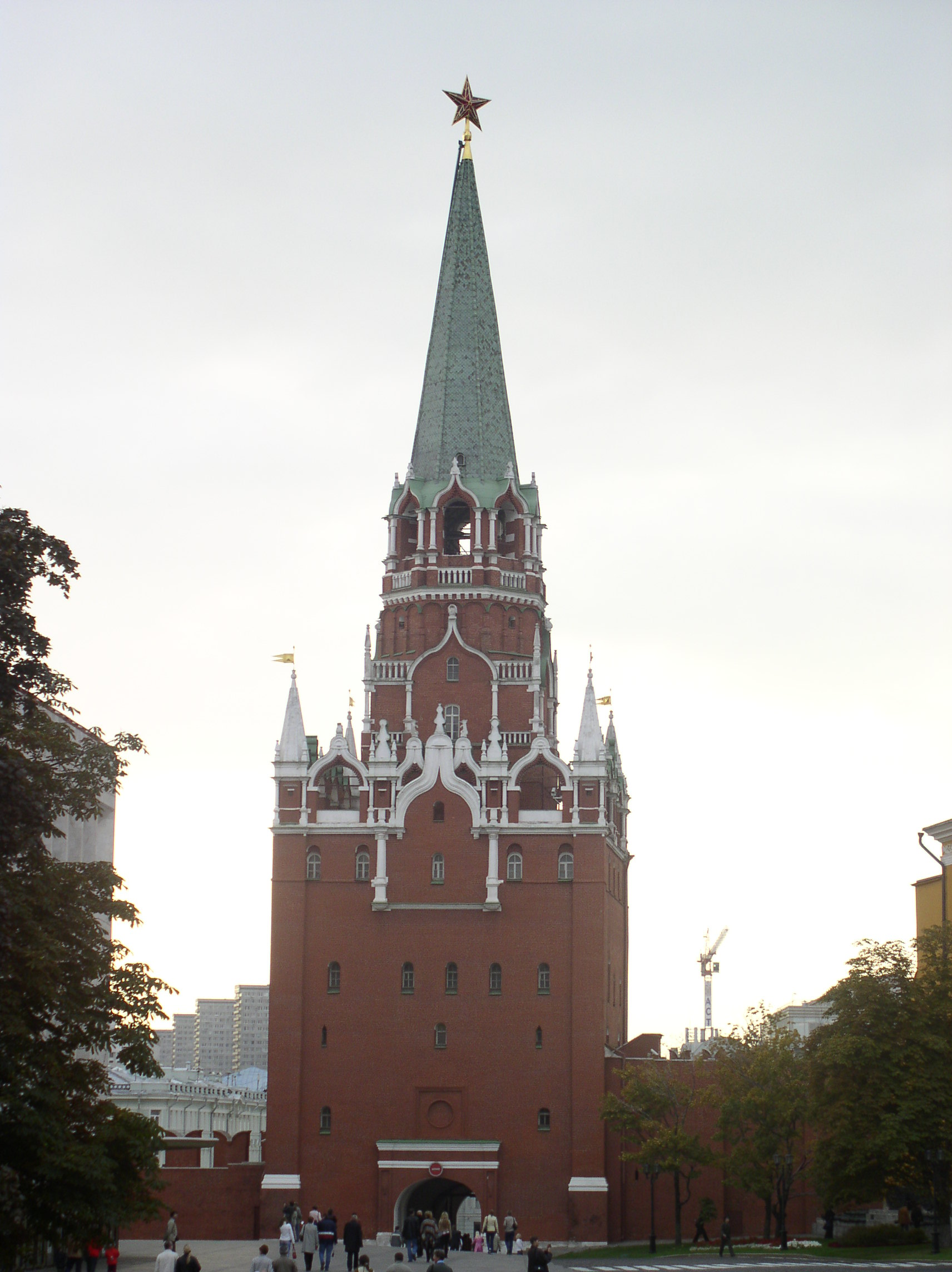
Dreifaltigkeitsturm

Der Dreifaltigkeitsturm (Троицкая башня) gehört zu den bekanntesten Kreml-Türmen, nicht zuletzt weil durch dessen Tor die meisten Touristen heute den Kreml betreten. Bis unter den Sowjetstern an seiner Spitze beträgt die Höhe des Dreifaltigkeitsturms 76,4 Meter und einschließlich des Sterns 80 Meter, womit er der höchste Kremlturm ist. Anzumerken ist jedoch, dass seine Höhe bei Betrachtung von der Kremlseite her etwas geringer ausfällt, da der Turm direkt am Hang des Kremlhügels steht. Der Turm besteht aus dem sechsstöckigen Basisteil und dem aus dem 17. Jahrhundert stammenden Anbau mit dekorativen Türmchen und kielbogenförmigen Ornamenten aus weißem Kalkstein sowie einem schlanken Glockenturm mit Zeltdachabschluss.
Hinsichtlich der genauen Bauzeit des Turms wurden keine Angaben überliefert, jedoch muss er spätestens mit Vollendung des Westabschnitts der Mauer im Jahre 1499 fertiggestellt worden sein. Auch den Dreifaltigkeitsturm erbaute Aloisio da Milano, womit der Turm zu den wichtigsten Werken dieses ansonsten wenig bekannten Baumeisters zählt. Der Name Dreifaltigkeitsturm wurde dem Bauwerk 1658 gegeben, da sich in seiner Nähe damals ein dem Dreifaltigkeitskloster von Sergijew Possad gehörendes Anwesen befand. Zuvor waren für den Turm mehrere verschiedene, inoffiziell verwendete Namen geläufig.

Bekannt ist, dass an der Westfassade des Turms bis zur Aufstockung im 17. Jahrhundert eine größere Uhr mit Glockenspiel angebracht war, ähnlich der bis heute bestehenden Uhr des Erlöserturms. Um 1683 wurde die Originaluhr abmontiert und gleichzeitig erhielt der Turm, wie auch die anderen Kremltürme, seinen Zeltdachanbau. Später wurde am Turm eine neue Uhr aus den Niederlanden installiert, die jedoch während der Kämpfe im Jahr 1812 bei einem Brand zerstört und später nicht mehr ersetzt wurde. Das Durchgangstor im Basisteil des Turms diente noch im 17. Jahrhundert als einer der Paradeeingänge zum Kreml, unter anderem weil sich in der Nähe des Turms Gemächer des Zaren (Terem-Palast) und des Patriarchen (Patriarchenpalast) befanden. Im Krieg von 1812 war es ebenfalls der Dreifaltigkeitsturm, durch den aus westlicher Richtung vorrückende Truppen Napoléons den Kreml betraten und einige Wochen später bei ihrem Rückzug wieder heraustraten. Heute kann das Dreifaltigkeitstor nur zu Fuß passiert werden. Die großzügigen Innenräumlichkeiten des Basisteils beherbergten im 19. Jahrhundert das Archiv des Zarenhofs, heute werden sie von der Blaskapelle der Kremlgarnison als Proberaum genutzt. 1937 erhielt die Turmspitze ihren roten Sowjetstern an Stelle des Doppeladlers aus den 1680er-Jahren.

### Kutafja-Turm und Dreifaltigkeitsbrücke

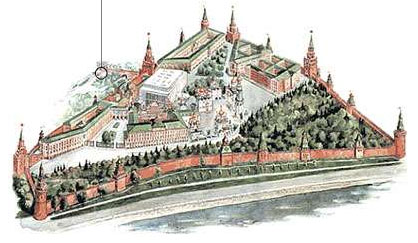

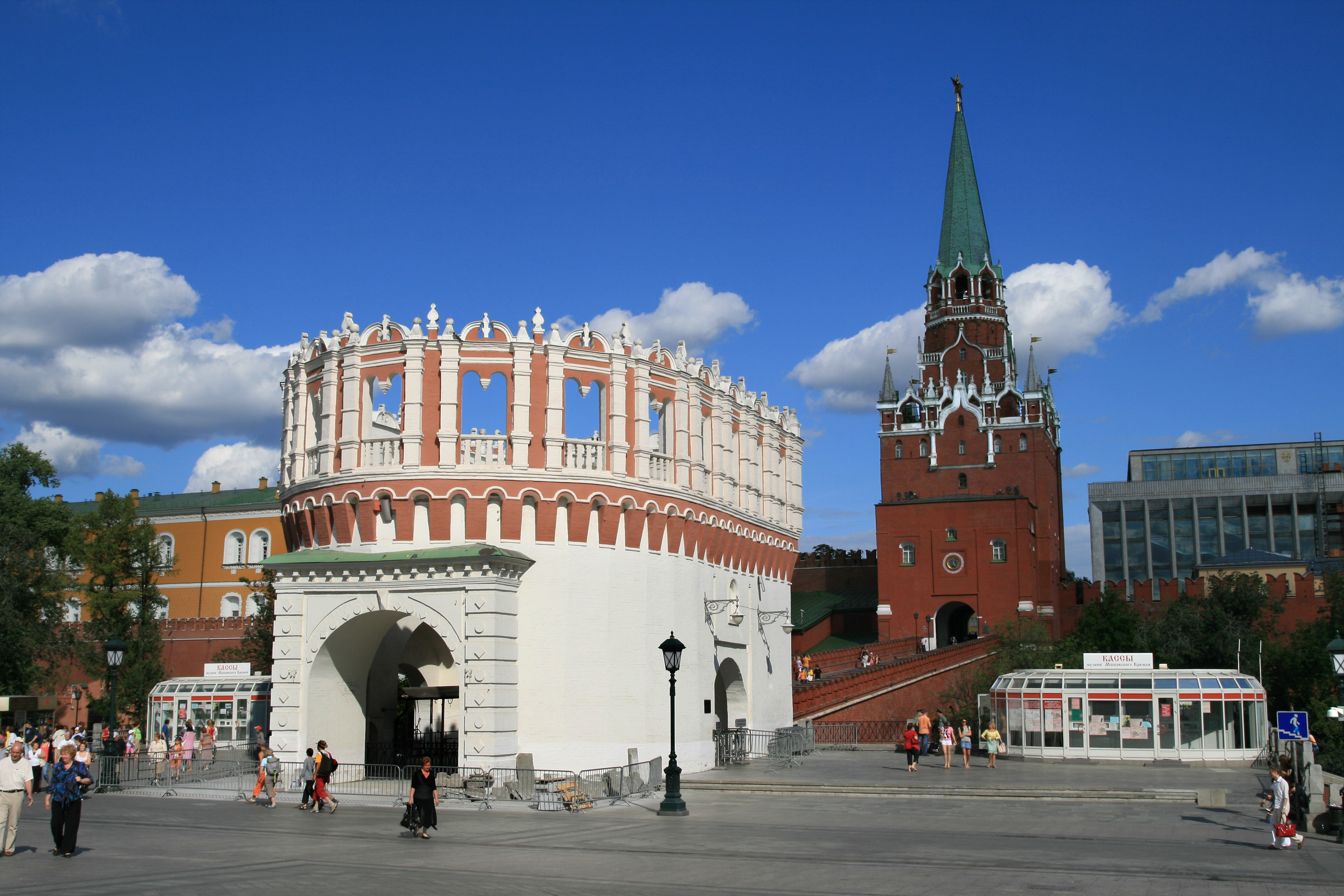
Kutafja-Turm (links) und Dreifaltigkeitsturm

Im Mauerbereich in Höhe des Dreifaltigkeitsturms befindet sich das einzige bis heute erhaltene Teil des Befestigungskomplexes außerhalb der Kremlmauer: Das ist der nur 13,5 Meter hohe Kutafja-Turm (Кутафья башня), eine typische Barbakane, und die ihn mit dem Dreifaltigkeitsturm verbindende Bogenbrücke, die nach dem Turm meist als Dreifaltigkeitsbrücke (Троицкий мост) bezeichnet wird. Die beiden dienen heute als Eingangsbauten zum Kreml: Über die Dreifaltigkeitsbrücke und anschließend über das Tor des Dreifaltigkeitsturms treten Besucher in die Zitadelle ein, nachdem sie eine im Kutafja-Turm eingerichtete Sicherheitsschleuse passiert haben. Beiderseits des Kutafja-Turms befinden sich heute Ticketkassen der Kremlmuseen, rechts von ihm führt eine Freitreppe in den Alexandergarten und zum gemeinsamen Eingang zu drei Metrostationen.
Vom 16. bis zum 18. Jahrhundert, als der Kreml von allen Seiten von Wasser umgeben war, gab es an allen seinen Eingangstoren ähnliche Bauwerke: In den Kreml konnte man damit nur über eine der Brücken über die Neglinnaja oder den künstlichen Graben am Roten Platz gelangen, die im Verteidigungsfall hochgeklappt werden konnten, um dem Angreifer jeglichen Zugang bis vor die Mauer abzuschneiden. Eine dieser Brücken war die Dreifaltigkeitsbrücke, die im Jahr 1516 an der Stelle einer noch älteren hölzernen Brücke über die Neglinnaja errichtet wurde, welche in diesem Bereich künstlich aufgestaut und daher relativ breit war. Ebenfalls 1516 wurde auch der Kutafja-Turm errichtet, der seiner Funktion wegen – hier befanden sich ursprünglich Hebemechanismen für die hochklappbare Brücke – gelegentlich auch Vorbrückenturm (Предмостная башня) genannt wurde. Sein Architekt war der Erbauer des Dreifaltigkeitsturms, der Italiener Aloisio da Milano (russ. Алевиз Фрязин).

Im Jahr 1685 wurde der Kutafja-Turm, wie auch die anderen Kremltürme, merklich umgebaut und erhielt dabei seine bis heute bestehende dekorative steinerne Attika durch die der Turm äußerlich ein wenig an eine Krone erinnert. Knapp ein Jahrhundert später wurde das Deckengewölbe des Turms entfernt, so dass er seitdem oben offen ist. Die aus dem Jahr 1516 stammende Dreifaltigkeitsbrücke wurde zweimal in ihrer Geschichte wesentlich umgebaut: Zum einen Anfang des 19. Jahrhunderts, als das Flussbett der Neglinnaja unter die Erde verlegt und an seiner Stelle der Alexandergarten angelegt wurde, und zum anderen im Jahre 1901, als sie nahezu komplett neu erbaut wurde. Die Geländer der heutigen Brücke sind stilistisch stark an die benachbarte Kremlmauer mit ihren zahnförmigen Spitzen angeknüpft.

### Arsenal-Mittelturm

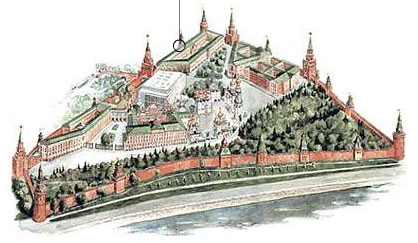

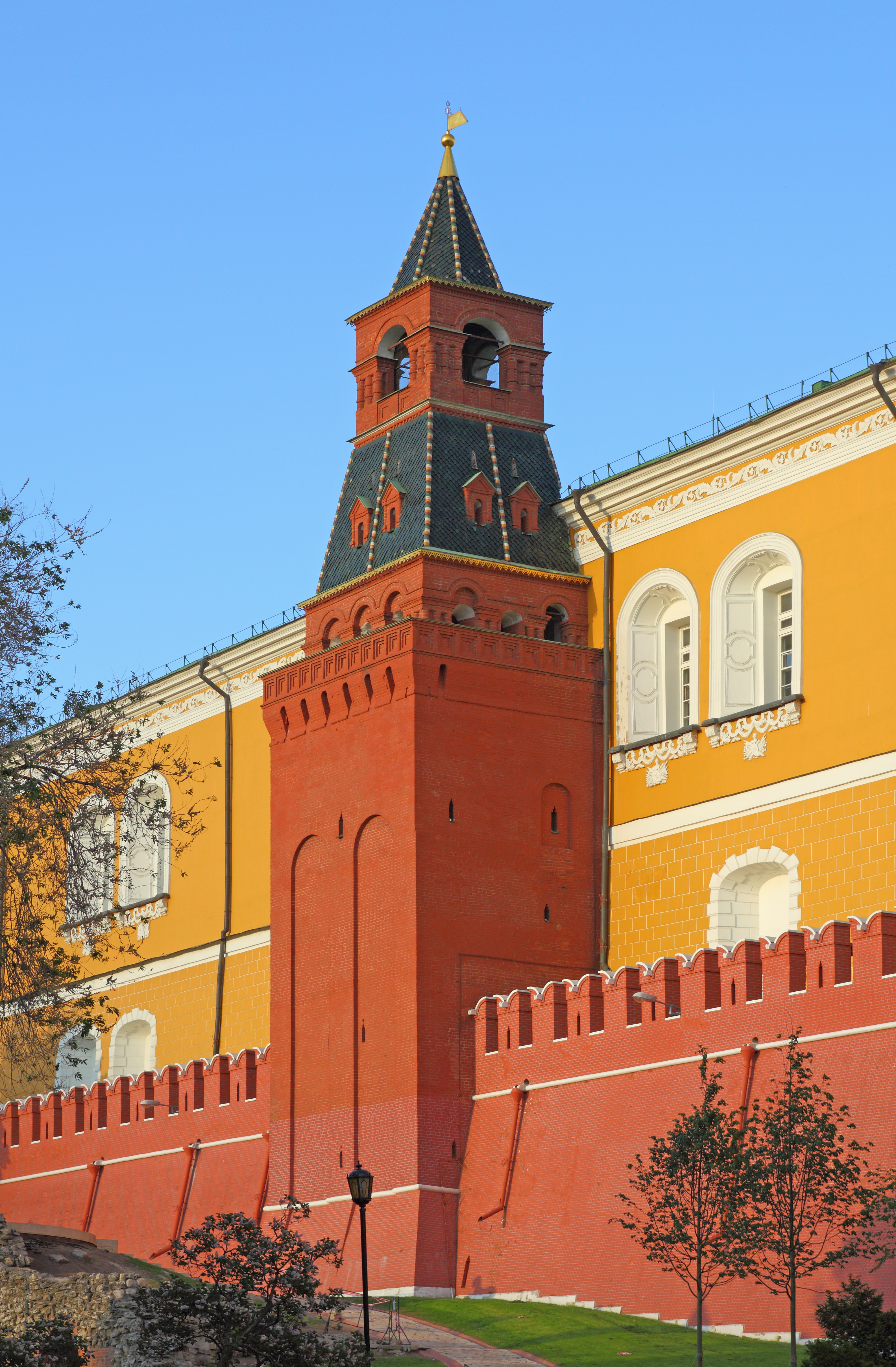
Arsenal-Mittelturm

Der Arsenal-Mittelturm (Средняя Арсенальная башня) weist eine Höhe von 38,9 m auf. Er wurde in den Jahren 1493–1495 von Aloisio da Milano errichtet und in den 1680er-Jahren mit einem Zeltdach und einer Spitze versehen. Stilistisch wurde der Turm weitgehend nach dem gleichen Muster gehalten wie die beiden anderen von Aloisio erbauten kleinen Türme (der Rüstkammer- und der Kommandantenturm). Im 14. Jahrhundert, unter dem Moskauer Großfürsten Dmitri Donskoi, stand vermutlich an der gleichen Stelle ein Eckturm, da das Kremlterritorium damals noch nicht so weit Richtung Norden reichte wie es Ende des 15. Jahrhunderts bereits der Fall war.

Bei der Errichtung des Arsenals des Kremls in diesem Bereich der Mauer wurde dessen 1736 fertiggestelltes Gebäude unmittelbar an den Turm angebaut. Seit dieser Zeit trägt der Turm aufgrund seiner Lage im Mittelbereich der westlichen Arsenal-Fassade seinen heutigen Namen Arsenal-Mittelturm. Vorher war die Bezeichnung Facettenturm (Гранёная башня) geläufig, die vermutlich von den bogenförmigen Nischen an den Fassaden des Turms stammte. Bei der Anlage des Alexandergartens in den 1820er-Jahren entstand an der Außenseite der Kremlmauer exakt in Höhe des Arsenal-Mittelturms eine dekorative Grotte, die seitdem mit dem Turm ein zusammenhängendes Ensemble bildet.

### Arsenal-Eckturm

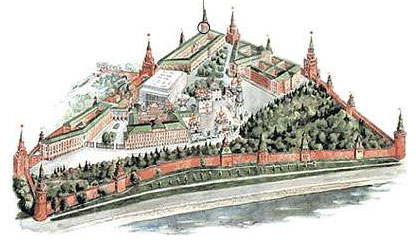

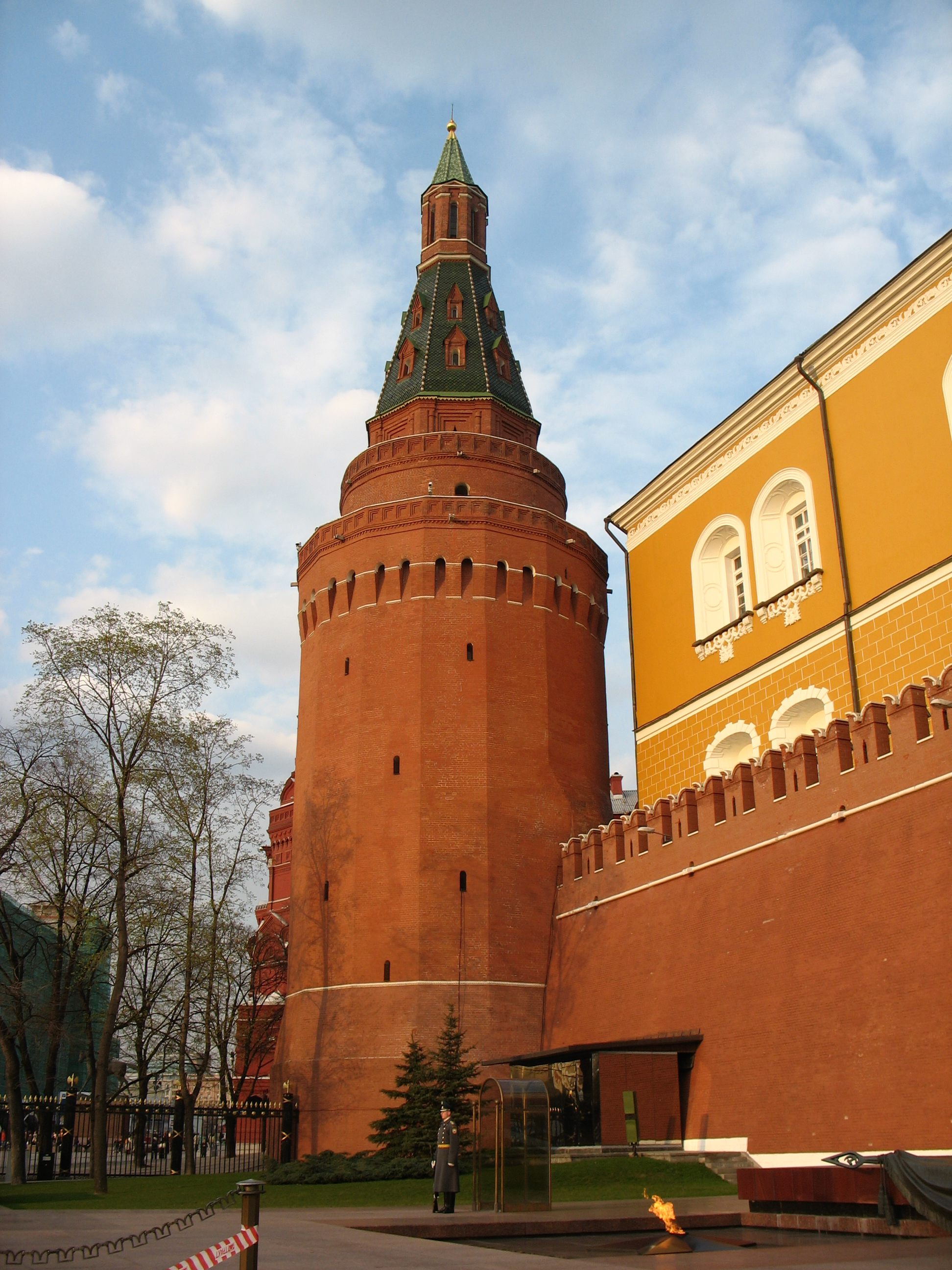
Arsenal-Eckturm; unterhalb dessen ist das Grabmal des Unbekannten Soldaten mit Ewiger Flamme und Ehrenwache zu sehen

Ebenfalls nach dem langgezogenen Arsenalsgebäude ist der Arsenal-Eckturm (Угловая Арсенальная башня) benannt. An dieser nördlichsten Stelle des Kremls macht die Mauer einen Knick in Richtung Süden und verläuft ab dort entlang dem Roten Platz bis zum Moskwa-Ufer. Der Turm grenzt an die nordwestliche Ecke des Arsenalsgebäudes und ist als einer der drei Ecktürme der Kremlmauer mit einer zylinderförmigen Basis ausgestattet. Die Höhe des Turms einschließlich der Spitze beläuft sich auf 60,2 m.
Ursprünglich als Sobakin-Turm (Собакина башня) nach dem nahen Hof der Bojarenfamilie Sobakin bezeichnet, entstand der Turm im Jahre 1492 nach einem Entwurf von Pietro Antonio Solari. Umgebaut und um die Turmspitze ergänzt wurde er zusammen mit anderen Kremltürmen im 17. Jahrhundert. Während des Kriegs von 1812, als Napoléons Truppen das Arsenal gesprengt hatten, fiel durch die Wucht der Explosionen das Zeltdach vom Turm ab, und auch an der Basis gab es zahlreiche Risse. Einige Jahre später stellte der Stadtbaumeister Joseph Bové den Turm wieder her. Er war es auch, der zu gleicher Zeit den Alexandergarten anlegen ließ, über dem sich der Turm seitdem erhebt. Genau im Bereich des Arsenal-Eckturms entstand 1967 das Grabmal des unbekannten Soldaten im Alexandergarten.

Bei seiner Errichtung wurde der Arsenal-Eckturm, damals an der Stelle gelegen, wo der künstliche Wassergraben an der östlichen Kremlmauer aus der Neglinnaja abfloss, mit einer besonders festen Konstruktion versehen. Die Grundmauern im Bereich des mit 16 Kanten versehenen Basiszylinders weisen eine Stärke von bis zu vier Metern auf und wurden im Jahre 1707, während des Großen Nordischen Kriegs, zusätzlich mit Schießscharten für Artillerieläufe ausgestattet. Dort gab es ursprünglich auch einen geheimen unterirdischen Fluchtgang zur Neglinnaja sowie einen Brunnen, über den bis zum Bau der Pumpanlage im Wasserzugturm die Festung mit Trinkwasser versorgt wurde. Durch Anbauten aus dem 17. Jahrhundert stellt der Turm nunmehr eine stufenartige Kombination aus der Basis, einem Zylindersockel kleineren Durchmessers sowie einer auf ihm stehenden schlanken achtkantigen Dachkonstruktion mit 16 dekorativen Aussparungen.

### Nikolausturm

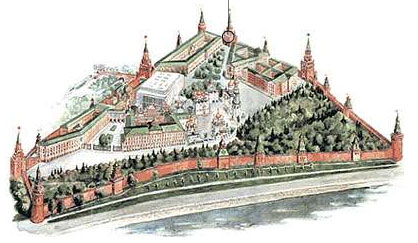

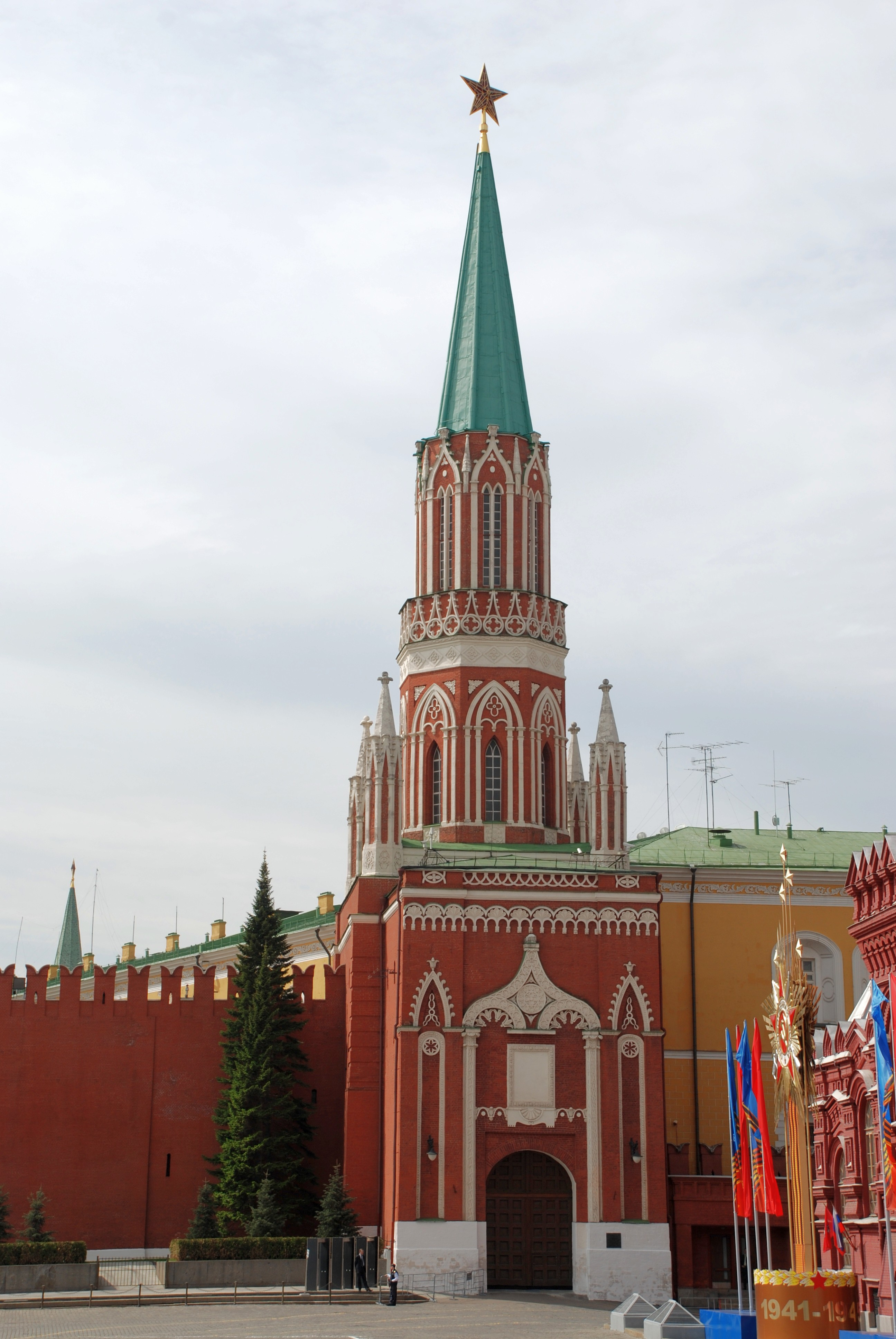
Nikolausturm

Der Abschnitt der Kremlmauer am Roten Platz beginnt vom Norden her mit dem Nikolausturm (Никольская башня). Dieser architektonisch in vielerlei Hinsicht ungewöhnliche Turm besitzt als einer der vier Durchgangstürme des Kremls einen roten Stern an der Spitze und ist bis zu diesem Stern 67,1 m hoch und einschließlich selbigem 70,4 m. Den Namen Nikolausturm hat er der über dem Eingangstor angebrachten Ikone des von orthodoxen Russen hoch verehrten Hl. Nikolaus zu verdanken. Dieser Ikone wurde noch bis ins 20. Jahrhundert hinein eine Wunderwirkung zugesprochen. Ihre rechteckige weißsteinerne Einfassung ist auch heute noch über dem Tor, das normalerweise geschlossen ist, zu sehen.
Ursprünglich wurde der Nikolausturm 1491 von Pietro Antonio Solari errichtet. Anders als die übrigen Kremltürme erhielt er seine Dachkonstruktion nicht Ende des 17. Jahrhunderts, sondern erst in den 1780er-Jahren. Das damals aufgestellte vierkantige Zeltdach wurde wenig später, im Jahre 1806, durch die heutige Spitze nach einem Entwurf von Luigi Rusca ersetzt, die stilistisch stark an die Gotik anknüpft. 1812 sprengten Napoléons Truppen den Nikolausturm, dabei wurde die neue gotische Dachkonstruktion nahezu vollständig zerstört, auch die Basis erlitt erhebliche Schäden. 1816 ließ schließlich Joseph Bové den Turm originalgetreu wiederherstellen. Noch im 19. Jahrhundert wurde das Durchgangstor des Nikolausturms insbesondere von Gläubigen benutzt, da sich in dessen Nähe das im Kreml gelegene Tschudow-Kloster befand. In Andenken an die Befreiung Russlands von den polnischen Invasoren am 22. Oktober 1612, als das Volksheer um Kusma Minin und Fürst Dmitri Poscharski gerade durch das Nikolaustor in den Kreml einzog, gab es jährlich an diesem Tag eine feierliche Kreuzprozession vom Kreml durch das Nikolaustor zur gegenüber dem Turm am Roten Platz gelegenen Kasaner Kathedrale.
Während der mehrtägigen Kämpfe um den Kreml in der Oktoberrevolution wurde der Nikolausturm abermals stark beschädigt und in den 1920er-Jahren restauriert. Die Nikolaus-Ikone, die beim Artilleriebeschuss herunterfiel, wurde allerdings nicht wieder an den Turm angebracht. In den 1930er-Jahren ließen die Kommunisten auch die beiden Nikolaus sowie dem kanonisierten Großfürst Alexander Newski geweihten Kapellen abreißen, die seit dem 19. Jahrhundert am Nikolausturm als Andenken an den Krieg von 1812 gestanden hatten.

Mit seiner gotisch dekorierten Spitze gehört der insgesamt als sehr schlank wirkende Nikolausturm zu den architektonisch ungewöhnlichsten unter den Moskauer Kremltürmen. Die reichhaltige Ornamentierung am Dach wurde aus weißem Kalkstein hergestellt, ebenso wie die barocken Dekorationen an der Basis, die in den 1730er-Jahren gleichzeitig mit dem Bau des an den Turm angrenzenden Arsenals entstanden, und die vier spitzen Fialtürmchen oberhalb der Ecken des Basisteils. Die vierkantige Turmspitze mit ihrem roten Sowjetstern (der im Jahr 1937 einen vergoldeten Doppeladler ersetzt hat) erinnert ein wenig an die Spitze eines katholischen Kirchengebäudes.

### Senatsturm

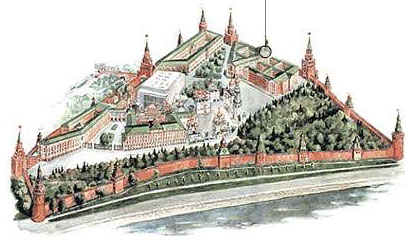

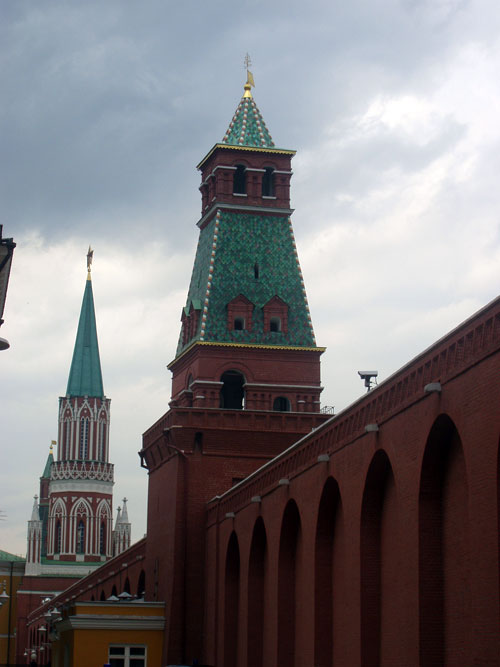
Senatsturm, Ansicht von der Kremlseite aus

Der 34,3 m hohe Senatsturm (Сенатская башня) folgt auf den Nikolaus-Turm in südlicher Richtung. Seinen Namen verdankt er dem Senatspalast im Kreml, dessen Ostfassade samt Kuppel direkt hinter dem Turm und der Kremlmauer zu sehen ist und vor dessen Errichtung Ende des 18. Jahrhunderts der Turm namenlos war. Der von Pietro Antonio Solari 1491 errichtete Turm ist im Gegensatz zu den beiden benachbarten Türmen architektonisch eher unscheinbar; auf die von Solari errichtete rechteckige Basis folgt ein vierkantiges Türmchen mit Zeltdach aus dem Jahr 1680, das von den entsprechenden Anbauten anderer kleiner Kremltürme äußerlich kaum zu unterscheiden ist.

An der Seite des Roten Platzes steht seit 1930 genau in Höhe des Senatsturms das Lenin-Mausoleum, wo der einbalsamierte Leichnam des Revolutionsführers Lenin ruht. Dahinter erstreckt sich rund um den Senatsturm, auf dem gesamten Abschnitt der Kremlmauer zwischen dem Nikolaus- und dem Erlöserturm, die sogenannte Nekropole an der Kremlmauer. Dieser wichtigste Ehrenfriedhof der Sowjetunion enthält die Gräber bedeutender sowjetischer Staatsmänner (darunter Stalin, Breschnew, Andropow und Tschernenko) sowie in der Kremlmauer eingemauerten Urnen besonders verdienter sowjetischer Bürger, Politiker und ausländischer Kommunisten. Dieser Ehrenfriedhof kann heute zusammen mit dem Lenin-Mausoleum zu bestimmten Uhrzeiten kostenlos besichtigt werden.

### Erlöserturm

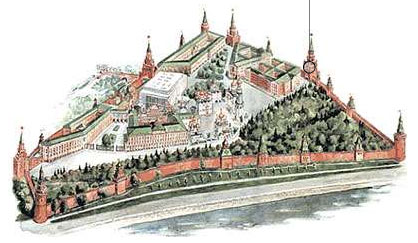

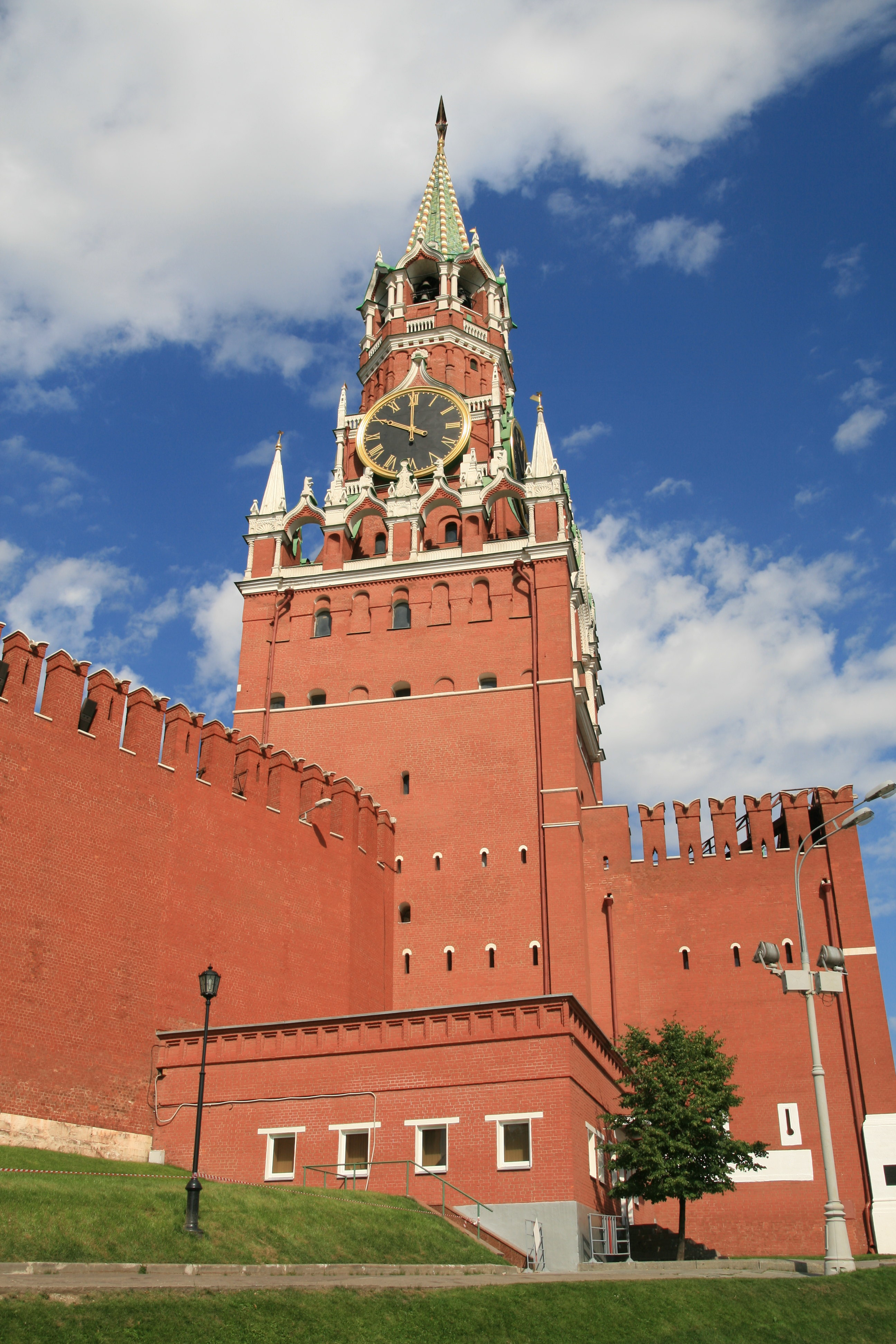
Erlöserturm

Mit zu den bekanntesten Wachtürmen des Moskauer Kremls zählt der Erlöserturm (Спасская башня), der mit seinen 67,3 Metern einschließlich der Spitze das höchste Bauwerk am Roten Platz darstellt. Den Turm krönt seit 1937 als einen von fünf Kremltürmen ein rubingläserner Sowjetstern, einschließlich dessen sich die Höhe des Turms auf 71 Meter beläuft. Das Durchfahrtstor im Turm dient heute ausschließlich für die Ein- und Ausfahrt von Dienstfahrzeugen, jedoch stellte es bis Anfang des 20. Jahrhunderts den wichtigsten Paradeeingang zum Kreml dar.
Der 1491 von Solari erbaute Turm hieß ursprünglich Frol-Turm (Фроловская башня) nach seinem im 14. Jahrhundert erbauten weißsteinernen Vorgänger, der wiederum seinen Namen vermutlich einer nahe gelegenen Kirche der Heiligen Frol und Lawr zu verdanken hatte. 1658 erließ Zar Alexei I. einen Ukas, nach dem der Turm ab dann seinen heutigen Namen trug. Dieser lehnt sich an die 1514 über dem Durchgangstor des Turms aufgestellte Ikone mit einem Bildnis Christ des Erlösers an, die Großfürst Wassili III. 1514 nach seiner Eroberung von Smolensk hatte fertigen lassen. Zeitgleich mit der Umbenennung des Turms wies Alexei I. alle Kremlbesucher an, durch das Erlösertor nur noch zu Fuß und mit unbedecktem Kopf in die Festung einzutreten; wer sich nicht daran hielt, musste sich zur Strafe fünfzigmal vor der Erlöser-Ikone verbeugen. Dies hatte sich noch bis ins 20. Jahrhundert hinein als Tradition, der selbst Zaren zu folgen hatten, fest eingelebt.

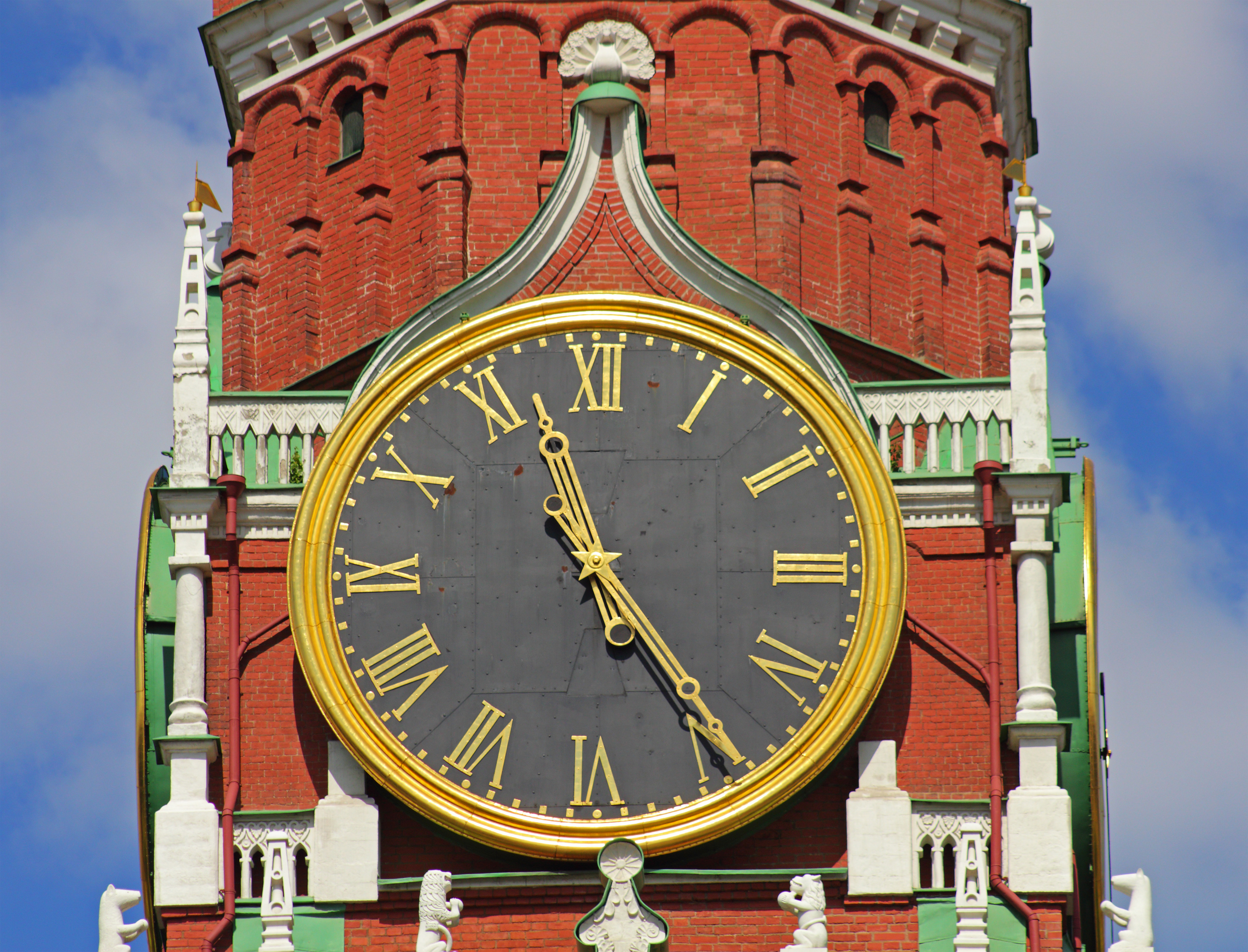
Turmuhr

1624 bis 1625 wurde der Erlöserturm als erster aller Kremltürme ausgebaut und mit dem reichlich ornamentierten oberen Teil einschließlich des Glockenturms sowie einer später mit dem zaristischen Doppeladler gekrönten Turmspitze versehen. Die Errichtung des oberen Teils leitete der russische Architekt Baschen Ogurzow, der sich einige Jahre später auch am Bau des Terem-Palastes im Kreml beteiligte. Gleichzeitig baute der schottische Architekt und Uhrmacher Christopher Galloway (der gleiche, der später die Pumpmaschine im Wasserzugturm entwarf) das aufwändige Uhrwerk für die erste bekannte Turmuhr des Erlöserturms. Mit ihrem Zifferblatt von rund fünf Metern Durchmesser galt sie damals als Meisterwerk des Uhrmacherhandwerks. Unter Peter I. wurde diese Uhr 1709 durch eine niederländische ersetzt, zugleich die erste Uhr des Erlöserturms mit einem Glockenspiel und einem modernen 12-Stunden-Zifferblatt.
Im Krieg gegen Napoléon von 1812, als es in ganz Moskau zu einem Großbrand kam, wurden Teile des Erlöserturms beschädigt, darunter auch die Uhr. Napoléons Plan, den Turm dem Boden gleichzumachen, scheiterte allerdings, da der meiste dafür verwendete Sprengstoff möglicherweise aufgrund starken Regens nicht detonierte. Die Uhr wurde 1815 repariert und in den Jahren 1851–52 schließlich durch die heutige ersetzt. Sie beinhaltet vier Zifferblätter – je eins pro Turmseite – mit einem Durchmesser von je 6,12 m sowie ein äußerst komplexes Uhrwerk, das sich auf drei Stockwerke des Turms verteilt. Die Glocken, die sich im Glockentürmchen unterhalb der Spitze des Erlöserturms befinden, schlagen jede Viertelstunde die Zeit und spielen heute zweimal täglich – um Mittag und um Mitternacht – die Melodie der Russischen Nationalhymne.

Als wichtigster Paradeeingang des Kremls war es das Erlösertor, durch das alle gekrönten russischen Zaren und Kaiser bei ihrer feierlichen Krönungszeremonie in den Kreml eintraten. Dass der Paradeeingang zum Kreml am Roten Platz lag, vermochte dabei die traditionell enge historische und kulturelle Verbindung dieser beiden ältesten Teile der russischen Hauptstadt zu unterstreichen.

### Zarenturm

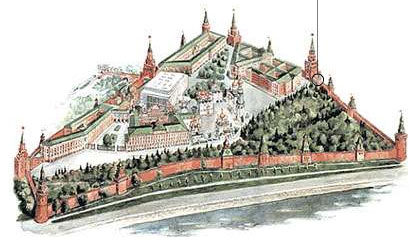

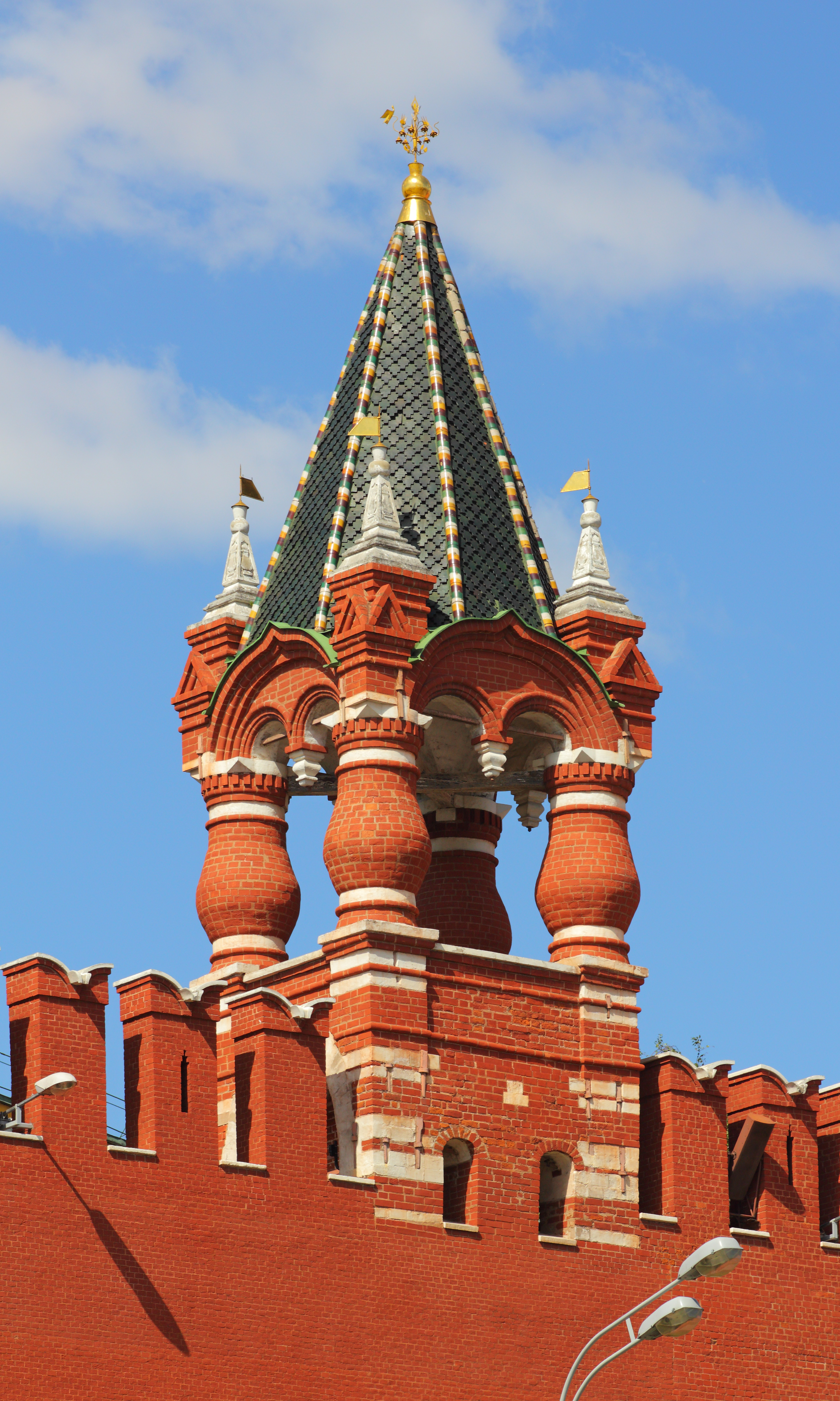
Zarenturm

Streng genommen handelt es sich beim Zarenturm (Царская башня) nicht um einen (Wach-)Turm, sondern um ein auf die Mauer aufgesetztes, 14,5 Meter hohes dekoratives Häuschen mit Zeltdach. Es wurde denn auch nicht in den Jahren 1485–99 errichtet, wie die anderen Kremltürme, sondern erst 1680 von einem Architekten, dessen Name nicht überliefert wurde. Seinen pompös klingenden Namen verdankt der Turm der Tatsache, dass an seiner Stelle einst eine Beobachtungswarte auf der Kremlmauer stand, von der aus laut einigen Überlieferungen im 16. Jahrhundert Zar Iwan der Schreckliche das Geschehen am Roten Platz beobachtete.

Vom Aufbau her ist das Türmchen relativ simpel: Eine rechteckige offene Galerie, abgeschlossen von einem achtkantigen Zeltdach, das auf vier „topfartig“ geformten Stützen liegt. Eine Reihe zusätzlicher dekorativer Elemente, darunter vier spitze Türmchen oberhalb der Säulen, weiße Ornamentierungen und eine vergoldete Wetterfahne an der Spitze, geben dem Zarenturm jedoch insgesamt eine sehr schmucke Gestalt.

### Sturmgeläutturm

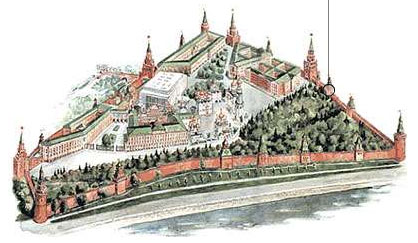

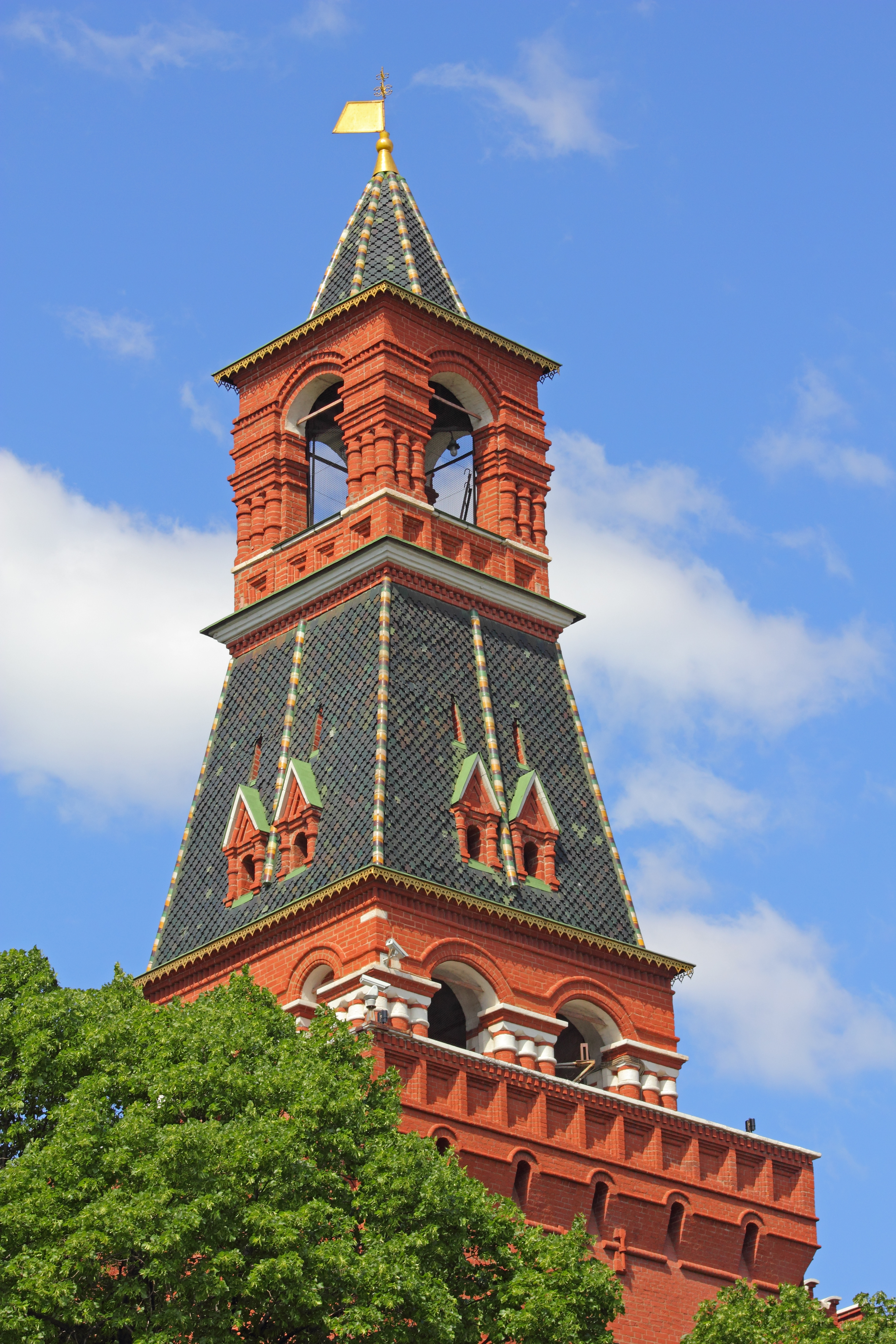
Sturmgeläutturm

Errichtet 1495 von Pietro Antonio Solari und 1676–86 um das Oberteil erweitert, ähnelt der Sturmgeläut- oder auch Alarmglockenturm (Набатная башня) mit seinem vierkantigen und mit grünen Dachziegeln verkleideten Zelt dem Arsenal-Mittelturm und einigen anderen kleineren Kremltürmen. Seine Höhe bis zur Turmspitze beträgt 38 Meter.

Ursprünglich war im Turm eine Glocke aufgehängt, die immer dann betätigt wurde, wenn der Stadt und ihren Bewohnern Gefahr drohte, beispielsweise beim Aufkommen von Angreifern oder bei Großbränden. Nach dieser Alarmglocke, die im Ernstfall ein Sturmgeläut (russ. набат (nabat)) von sich gab, wurde später auch der Turm benannt. 1674 zerbrach die Glocke bei einem Einsatz und wurde 1714 durch den Meister Iwan Motorin, der zwei Jahrzehnte später als Autor der berühmten Zarenglocke bekannt wurde, neu gegossen. Als Moskau im Jahre 1771 von einer besonders verheerenden Pestepidemie heimgesucht wurde und es dabei letztlich zu einer Meuterei verzweifelter Menschenmassen gegen die vermeintlich tatenlos zusehende Staatsmacht kam, wurde diese Glocke ebenfalls betätigt, was sogleich als Aufruf zu den Unruhen verstanden wurde. Hierüber war die damalige Zarin Katharina die Große so wütend, dass sie nach der Niederschlagung der Meuterei verfügte, der Glocke quasi als Strafe ihren Klöppel zu entfernen. Die nunmehr stumme Glocke hing noch bis zum Anfang des 19. Jahrhunderts am Turm, bis sie als Museumsexponat zunächst ins Arsenal, später dann in die Rüstkammer verfrachtet wurde. Dort ist sie bis heute ausgestellt.

### Konstantin-Helenen-Turm

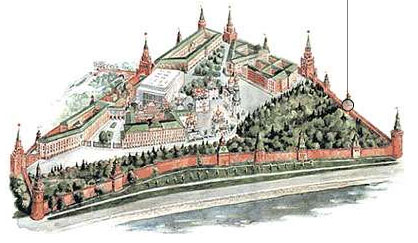

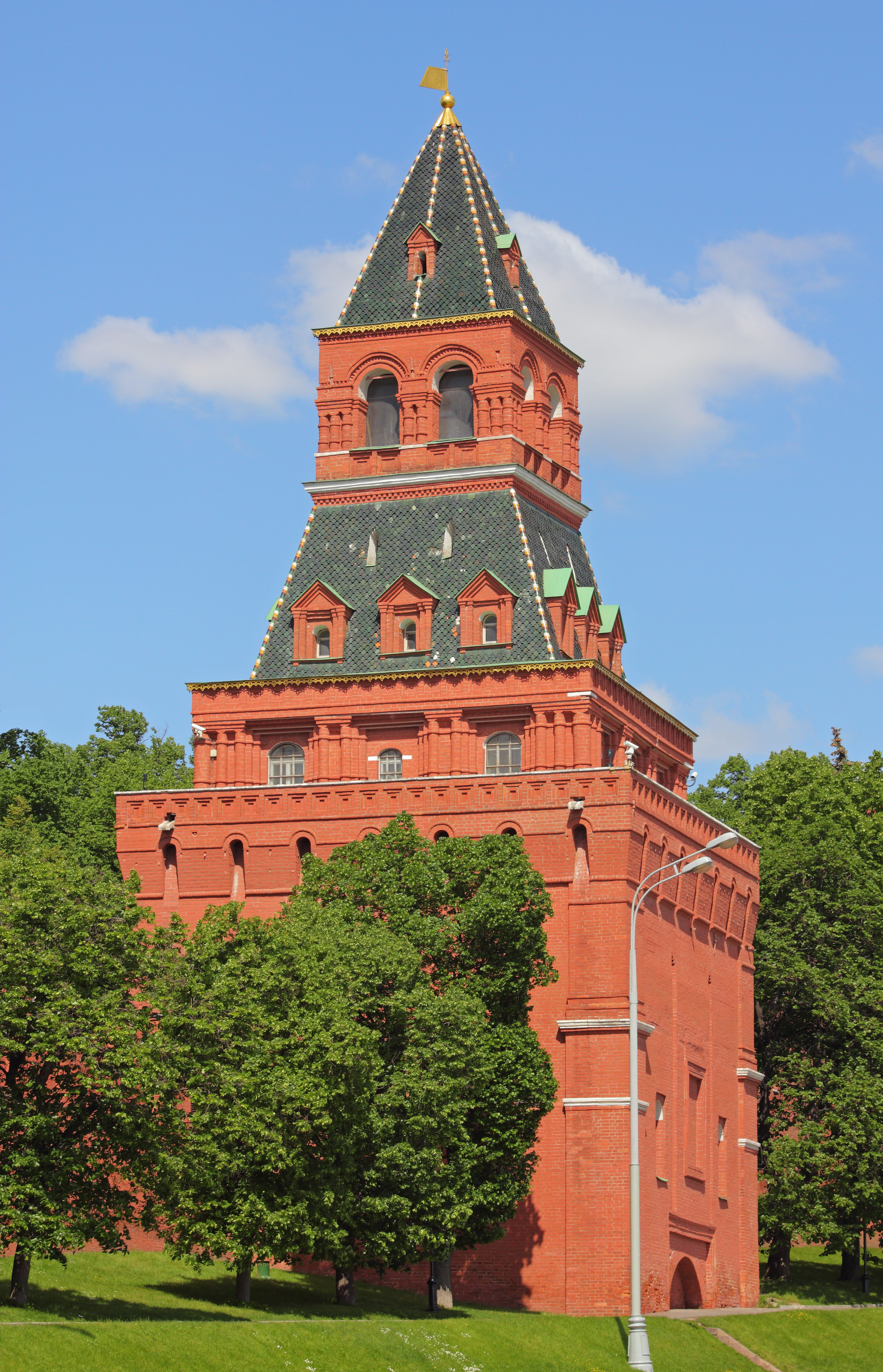
Konstantin-Helenen-Turm

Etwa auf dem Mittelweg zwischen der Basilius-Kathedrale an der Südseite des Roten Platzes einerseits und dem Ufer der Moskwa andererseits, am Hang des Borowizki-Hügels, steht der Konstantin-Helenen-Turm (Константино-Еленинская башня). Er wurde 1490 von Solari errichtet und ist 36,8 m hoch. Architektonisch unterscheidet er sich von anderen Türmen vor allem durch sein breites, annähernd quadratisches Basisteil, das den Turm insgesamt vergleichsweise „dick“ aussehen lässt. Entsprechend wurde das 1680 angebaute Oberteil, wenn auch vom Aufbau her dem benachbarten Sturmgeläutturm ähnlich, etwas breiter gehalten, so gibt es an jeder dessen vier Fassaden drei statt zwei dekorative Fensterchen.

Eine Besonderheit stellt darüber hinaus eine bogenförmige Nische ganz unten in der zum Roten Platz hin gewandten Fassade. Einst befand sich dort ein Durchgangstor zum Kreml, genauer gesagt zur dortigen Kirche der Heiligen Konstantin und Helena, die dem Turm letztlich seinen Namen gab. Ebenfalls bis heute zu sehen sind Spuren spezieller Öffnungen, durch die einst die Seile zum Hochheben der zum Tor hin führenden Brücke über den künstlichen Wassergraben gespannt wurden. Während des Ausbaus des Turms im Jahr 1680 wurde das Durchgangstor mit Gitter verschlossen, später wurde im Inneren des Turms ein Folterkeller für Verhöre von verhafteten Verbrechern eingerichtet. Bei der Zuschüttung des Wassergrabens Anfang des 19. Jahrhunderts wurde die zum Turm führende Hebebrücke abgerissen sowie das ehemalige Durchgangstor endgültig zugemauert. Die Nische, die das einstige Tor markiert, ist durch Aufschichtungen inzwischen zu einem beträchtlichen Teil im Boden versunken.

### Beklemischew-Turm

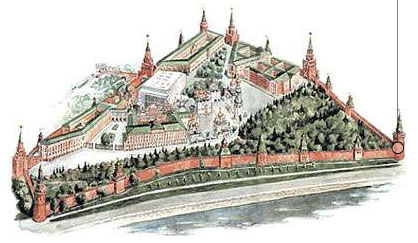

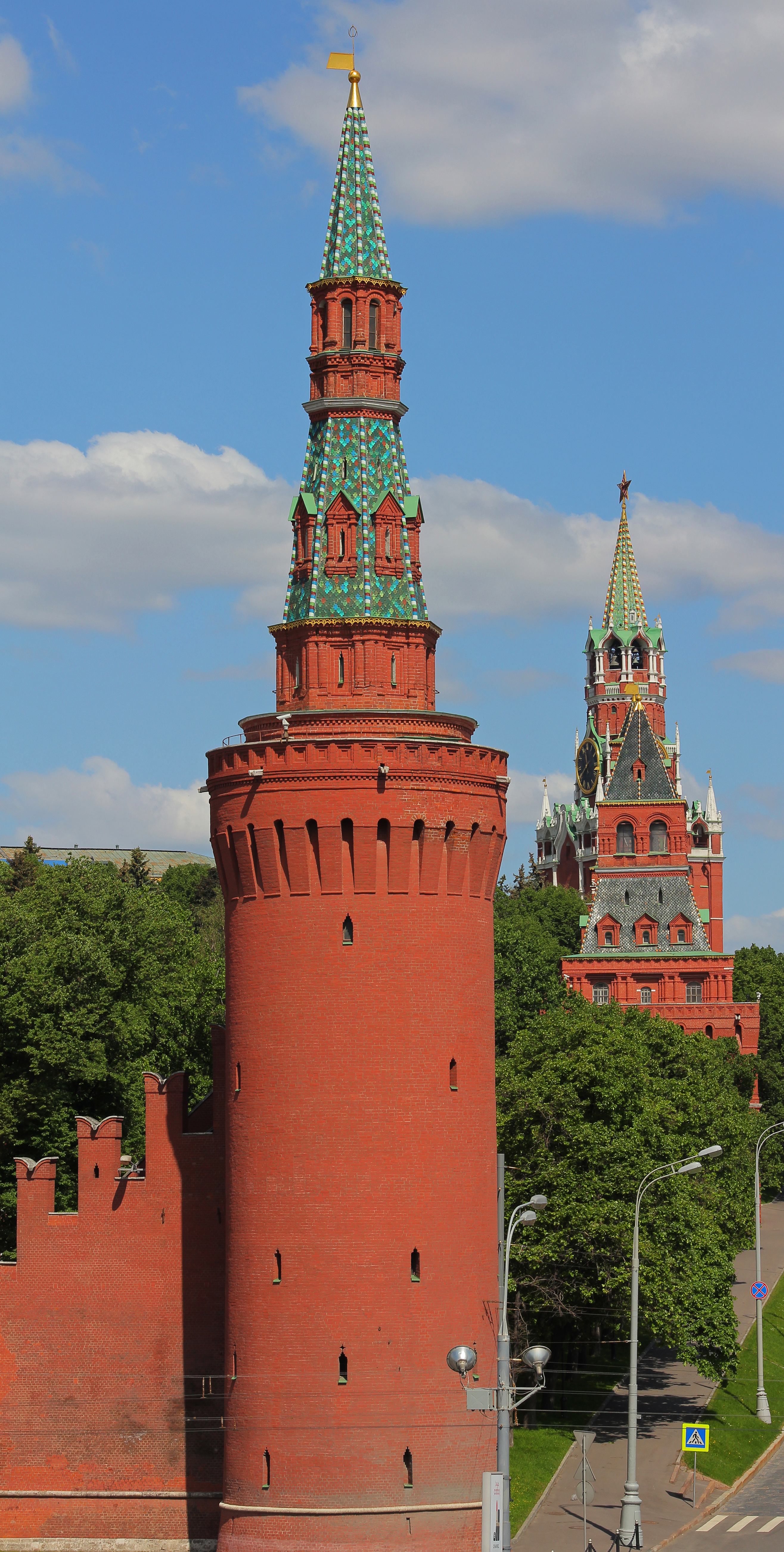
Beklemischew-Turm

Beim Beklemischew-Turm oder auch Moskwa-Fluss-Turm (Беклемишевская башня bzw. Москворецкая башня) handelt es sich um den dritten Eckturm der Kremlmauer. Diese macht hier einen annähernd rechtwinkligen Knick in Richtung Westen und verläuft anschließend entlang dem linken Moskwa-Ufer, bis sie am Wasserzugturm in nördliche Richtung ausschert. Der Beklemischew-Turm ist 46,2 m hoch und zeichnet sich durch seine hohe zylinderförmige Basis mit mehreren in sie eingeritzten Artilleriescharten und der darauf folgenden, sehr schlanken Spitze, die von einer Wetterfahne abgeschlossen wird.

Die Basis wurde in den Jahren 1487–88 von Marco Ruffo erbaut, einem der bedeutendsten italienischen Erbauer des heutigen Kremls, der in Russland meist nur Mark Frjasin, wörtlich also „Mark der Ausländer“, genannt wurde. Der Name Beklemischew-Turm lehnt sich an den einst hinter der Kremlmauer gleich neben dem Turm gelegenen Anwesen des Bojaren Nikita Beklemischew, während die alternative Bezeichnung Moskwa-Fluss-Turm auf die Uferlage des Bauwerks zurückgeht. Bis zum Bau der Aufbereitungsanlage im Wasserzugturm im 17. Jahrhundert besaß der Beklemischew-Turm, genauso wie der Arsenal-Eckturm, einen Brunnen zur Wasserversorgung des Kremls. Das Oberteil mit Spitze stammt aus dem Jahr 1680. Beim Artilleriebeschuss des Kremls während der Oktoberrevolution des Jahres 1917 wurde das Teil stark beschädigt und ein Jahr später wieder aufgestellt.

### Petersturm

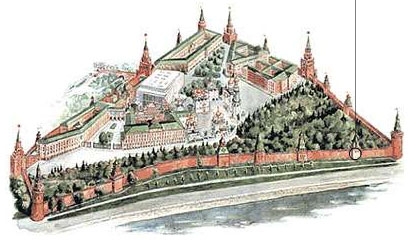

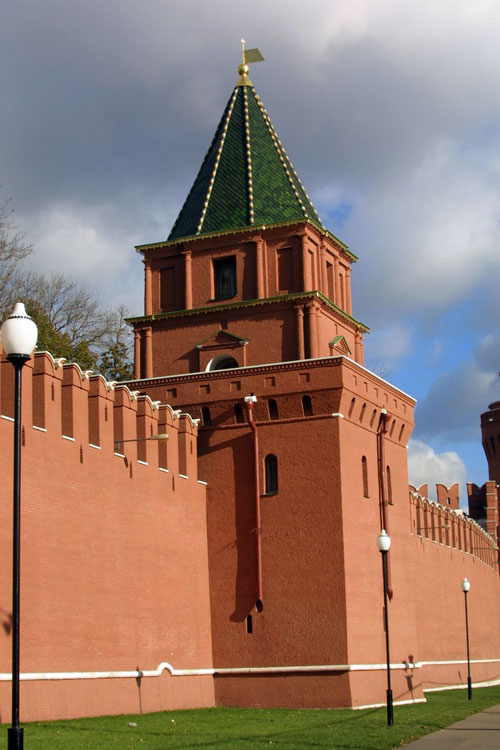
Petersturm

Einen der kleinsten Türme des Moskauer Kremls stellt der 27,2 Meter hohe Petersturm (Петровская башня) dar. Mit einem viereckigen Basisteil, einem ebenfalls viereckigen schlichten Oberteil und dem breiten achtkantigen Zeltdach ist seine Architektur überaus einfach, was die ursprünglich rein verteidigungstechnische Bedeutung dieses zur Moskwa hin gewandten und potentiell sehr angriffsgefährdeten Turms unterstreicht.

Der Turm wurde 1485 als einer der ersten Kremltürme errichtet: Den als besonders gefährdet angesehenen Mauerabschnitt entlang der Moskwa ließ Großfürst Iwan III. vor den beiden anderen Abschnitten bauen. Eine Zeit lang beherbergte der Turm in seinem Inneren eine kleine Kirche des Heiligen Metropoliten Peter und wurde daher seitdem Petersturm genannt. 1612 wurde der Turm während der sogenannten Smuta bei einem Artilleriebeschuss des von polnisch-litauischen Invasoren besetzten Kremls durch das russische Volksheer stark beschädigt. Später wurde er wiederhergestellt und 1676–86 aufgestockt. 1771 wurde der Turm im Zuge der Vorbereitungen auf den geplanten Bau eines neuen Zarenpalastes abgetragen, jedoch 1783 wiederhergestellt, nachdem diese Pläne verworfen wurden. 1812 wurde er von Napoléons Truppen gesprengt und abermals zerstört und einige Jahre später durch Joseph Bové wiederaufgebaut.

### Zweiter namenloser Turm

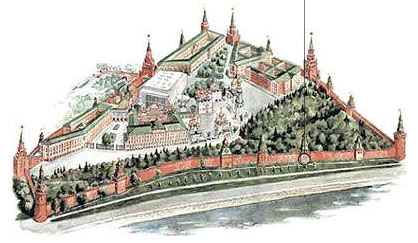

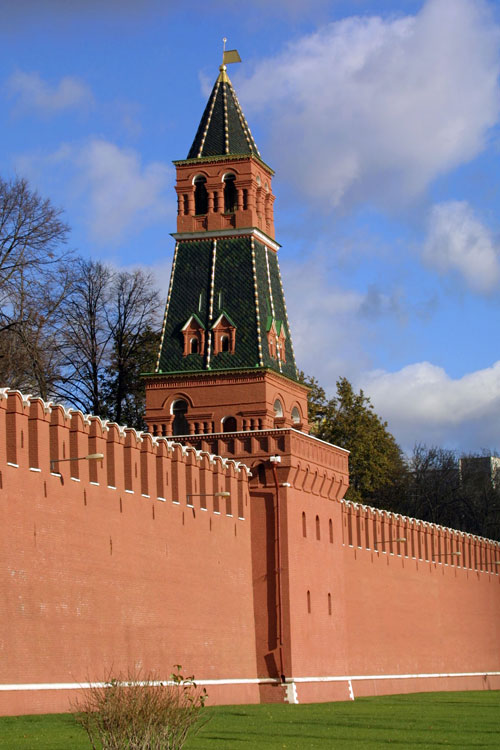
Zweiter namenloser Turm

Der zweite namenlose Turm (Вторая безымянная башня) entstand in den 1480er-Jahren; das Baujahr und die genaue Zuordnung zu einem Architekten wurden nicht überliefert.

Wie alle anderen Türme an diesem Mauerabschnitt war auch der zweite namenlose Turm für rein verteidigungstechnische Zwecke vorgesehen. Ursprünglich besaß er ein Eingangstor und beherbergte in seinem Inneren eine Eisenschmiede. Im 18. Jahrhundert wurde das Tor zugemauert, der Turm wurde in den 1770er-Jahren analog zu den anderen Türmen dieses Mauerabschnitts abgetragen und einige Jahre später wiederhergestellt. Mit dem Ende des 17. Jahrhunderts angebauten Zeltdach erreicht er eine Höhe von 30,2 Metern, weswegen er in Abgrenzung zu seinem einige Meter westlich stehenden, ebenfalls namenlosen jedoch geringfügig höheren Nachbarn als zweiter namenloser Turm bekannt wurde.

### Erster namenloser Turm

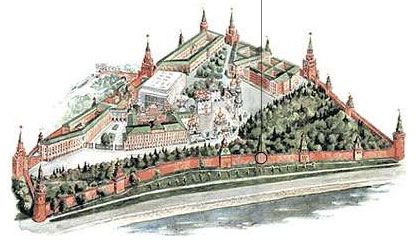

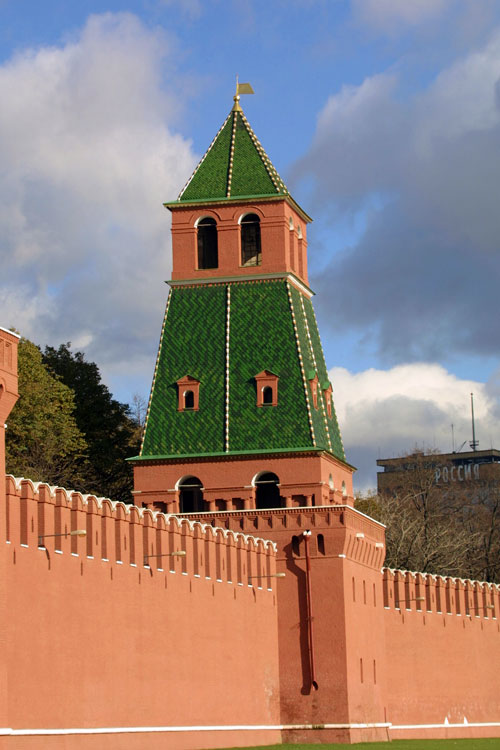
Erster namenloser Turm

Der erste namenlose Turm (Первая безымянная башня) ist 34,2 Meter hoch. Er entstand etwa gleichzeitig mit dem zweiten namenlosen Turm und ähnelt ihm vom Aufbau her äußerlich, ist jedoch etwas höher und weist einen breiteren Grundriss auf.

Bekannt ist der Turm vor allem dadurch, dass er anfangs Lagerräumlichkeiten zur Aufbewahrung von Schießpulvervorräten der Festung beherbergte. Bei einem kremlweiten Großbrand im Jahre 1547 erreichte das Feuer auch den ersten namenlosen Turm, woraufhin das Pulver detonierte und der Turm vollständig zerstört wurde. Erst im 17. Jahrhundert wurde er wiederaufgebaut und erhielt wie gewöhnlich die heutige Zeltdachkonstruktion. Auch im Krieg gegen Napoléon von 1812 wurde der Turm zerstört, diesmal von französischen Truppen, und wenige Jahre später unter Aufsicht von Joseph Bové wiederaufgebaut.

### Geheimgangsturm

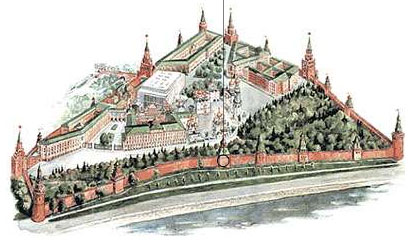

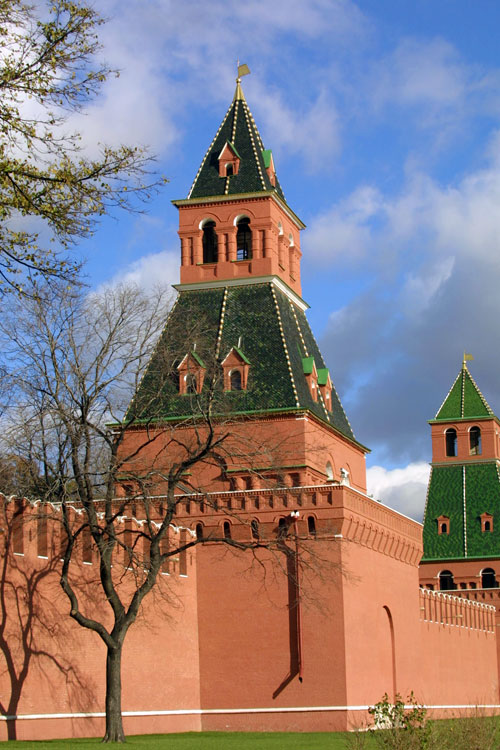
Geheimgangsturm

Für den Bau des 38,4 m hohen Geheimgangsturms (Тайницкая башня) wurde der Grundstein im Sommer des Jahres 1485 gelegt, womit der Turm als der älteste der heutigen 20 Kremltürme gilt. Sein Architekt war Antonio Gilardi (genannt Anton Frjasin). Der Turm befindet sich etwa in der Mitte des südlichen Mauerabschnitts und war daher als zentraler Verteidigungsturm des Kremls von der Moskwa-Seite aus gedacht. Er verfügte ursprünglich über einen Trinkwasserbrunnen sowie über einen geheimen Tunnel (russ. тайник (tainik)) zum Moskwa-Ufer hin, der für den Turm namensgebend wurde. Des Weiteren gab es am Turm einst eine Uhr sowie ein schmales Durchgangstor, dessen Spur in Form einer Nische bis heute zu sehen ist.

1674 wurde der Geheimgangsturm um seinen für kleine Kremltürme typischen Anbau oberhalb der Basis erweitert, wobei die Turmuhr abmontiert wurde. In den 1770er-Jahren teilte der Turm sein Schicksal mit anderen Kremltürmen am Moskwa-Ufer: Er wurde für den später aufgegebenen Bau des großen Zarenpalastes abgetragen. Einige Jahre später wurden alle vorher abgerissenen Türme aber erneut errichtet. Sein Durchgangstor verlor der Geheimgangsturm erst bei einer Restaurierung in den 1930er-Jahren, spätestens dann wurden auch Reste des ehemaligen Geheimgangs sowie der Brunnen zugeschüttet.

### Mariä-Verkündigungs-Turm

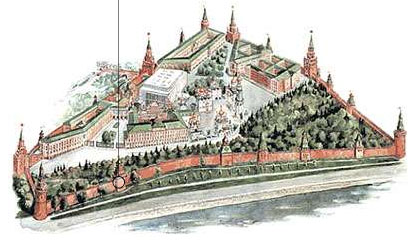

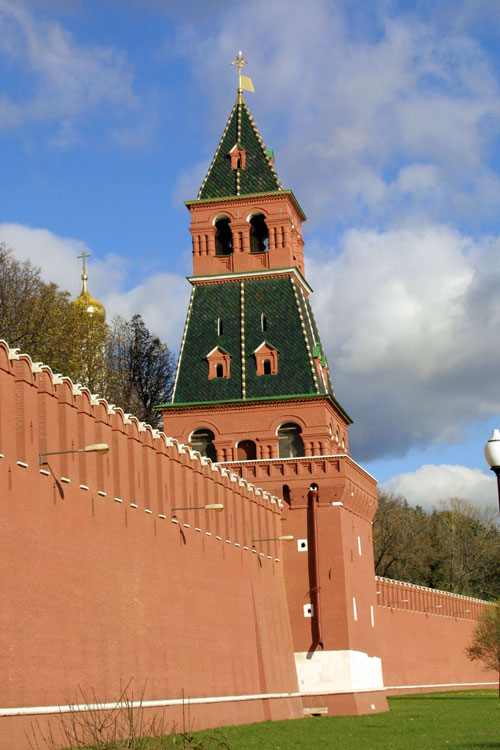
Mariä-Verkündigungs-Turm

Seinen Namen verdankt der Mariä-Verkündigungs-Turm (Благовещенская башня) nicht etwa der gleichnamigen Kreml-Kathedrale, sondern der Ikone mit einem Motiv der Verkündigung des Herrn, die ursprünglich die zum Kreml hin gewandte Fassade des Turms zierte. 1731 wurde dann neben dem Turm eine ebenfalls auf Mariä Verkündigung geweihte Kirche errichtet, die 200 Jahre später auf Anweisung der sowjetischen Regierung abgerissen wurde.

Der Turm ist 30,7 Meter hoch und wurde im Jahre 1488 von Antonio Gilardi erbaut. Architektonisch ähnelt er den beiden namenlosen Türmen. Bis 1813 gab es in der Kremlmauer neben dem Mariä-Verkündigungs-Turm (nicht jedoch, wie sonst üblich, im Turm selbst) ein kleines Durchgangstor, das ursprünglich im Kreml ansässigen Wäscherinnen als Zugang zum Fluss diente, wo sie auf einer speziellen Floßkonstruktion die Wäsche ausspülten. Deswegen wurde das Tor auch als Hosenwaschtor (Портомойные ворота) bezeichnet.